# 江戸東京たてもの園
江戸東京たてもの園（えどとうきょうたてものえん、Edo-Tokyo Open Air Architectural Museum）は、失われてゆく江戸・東京の歴史的な建物を移築保存し展示する目的で東京都小金井市の都立小金井公園内に設置された野外博物館。
東京都墨田区横網にある東京都江戸東京博物館の分館である。
指定管理者制度により、公益財団法人東京都歴史文化財団が管理・運営を行っている。

## 歴史・概要
小金井公園には古代住居や江戸時代の農家を移築・展示する「武蔵野郷土館」があった。1954年（昭和29年）1月14日の小金井公園開園時に、井の頭恩賜公園にあった「武蔵野博物館」を移転し開館したもので、光華殿（現・江戸東京たてもの園ビジターセンター）、鍵屋、吉野家住宅などは当時からの施設である。1991年（平成3年）12月に閉館した。
1993年（平成5年）3月28日、江戸東京博物館の開館に合わせ、武蔵野郷土館を拡充する形で「江戸東京たてもの園」として開園した。
高い文化的価値がありながら現地保存が困難となった、江戸時代から昭和初期までの30棟の建造物を移築復元し展示している。
開園20周年となる2013年（平成25年）3月、最後の1棟となるデ・ラランデ邸の移築復元が完成した。
建築年代や建物が利用された用途に合わせて室内の展示も行われており、その当時の生活文化が再現されている。
宮崎駿監督の映画『千と千尋の神隠し』（2001年）の作画には、たてもの園の銭湯や下町の商家建築のデザインが参考にされた。この縁で2002年には園内で「千と千尋の神隠し展」と映画「千と千尋の神隠し」の屋外上映会が開催された。たてもの園シンボルキャラクターの「えどまる」は宮崎駿のデザインである。
『ザ・ヒットパレード〜芸能界を変えた男・渡辺晋物語〜』（2006年）などのドラマや映画で何度か撮影に使用されたことがある。

### 沿革
- 1934年（昭和9年） - 有栖川宮記念公園敷地内に東京市立の東京郷土資料陳列館が設立され、公園の開園と同時に開館[5]。
- 1941年（昭和16年） - 光華殿が小金井大緑地（後の小金井公園）に移築される。
- 1948年（昭和23年） - 武蔵野文化協会と東京都により、井の頭恩賜公園内に武蔵野博物館が開館[6]。戦災で荒廃した東京郷土資料陳列館の資料を引き継ぐ[7]。
- 1954年（昭和29年） - 小金井公園開園。武蔵野博物館が井の頭恩賜公園から移転し、武蔵野郷土館として開館[8]。
- 1991年（平成3年） - 武蔵野郷土館が閉館。
- 1993年（平成5年） - 江戸東京たてもの園開館[9]（当初の復元建造物は12棟）。
- 2013年（平成25年） - デ・ラランデ邸が完成し30棟の移築復元が完了（一般公開は同年4月20日から）。

## 復元建造物

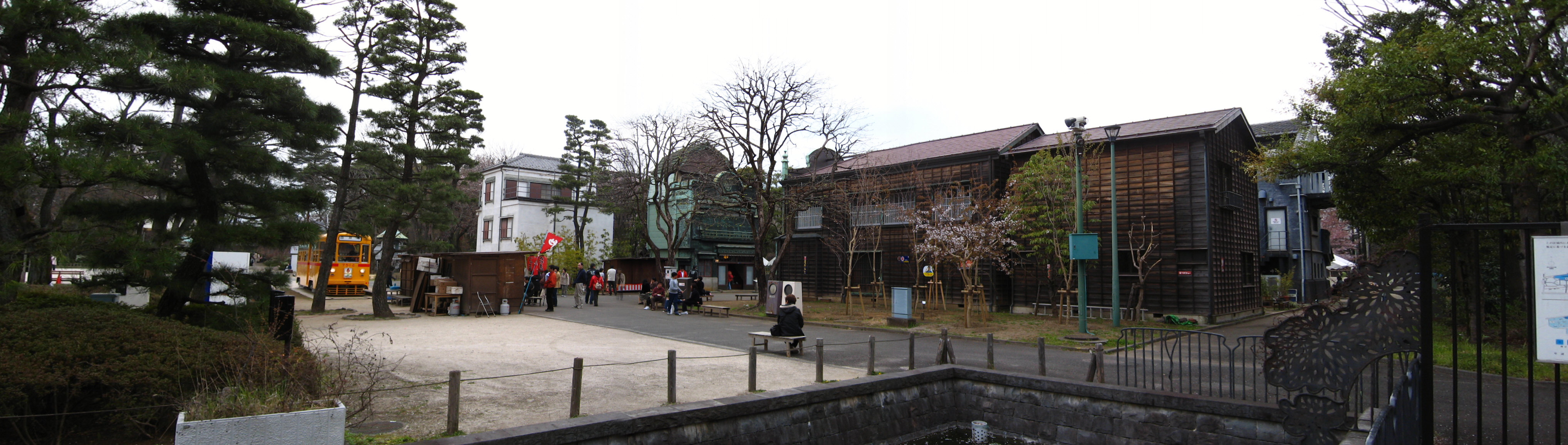
東ゾーン広場周辺（2009年4月撮影）

園内は3つのゾーンに分けられ、西ゾーンは武蔵野の農家と山の手の住宅、センターゾーンは格式ある歴史的建造物が並び、東ゾーンは下町の町並みが再現されている。

### センターゾーン
- 旧光華殿（現・江戸東京たてもの園ビジターセンター） - 昭和15年（1940年）に紀元二千六百年記念式典の仮設式殿として宮城外苑に造営。式典終了後の昭和16年（1941年）8月に当地へ移築された[10]。
- 旧自証院霊屋 - 江戸初期の慶安5年（1652年）に建てられた、幕府大棟梁甲良宗賀による華やかな霊廟建築。3代将軍徳川家光の側室自証院（お振りの方、石田三成の曾孫）を祀ったもの。東京都指定有形文化財（建造物）。
- 高橋是清邸 - 二・二六事件で暗殺された政治家・高橋是清の邸宅。明治35年（1902年）落成。総栂普請。和風邸宅に窓ガラスを使った初期の事例である。是清はこの建物の2階で暗殺された。昭和13年（1938年）邸宅は東京市に寄贈され、母屋は多磨霊園に移築。休憩所「仁翁閣」となり戦災を免れた。だが老朽化で昭和51年（1976年）公開中止となり、昭和58年（1983年）に一部修繕。
- 西川家別邸 - 西川製糸[11] 創業者・西川伊左衛門が接客用兼隠居所として用いた和風邸宅[12]。大正11年（1922年）竣工。
- 伊達家の門 - 大正時代に伊達侯爵家（旧宇和島藩伊達家）が白金三光町に建てた屋敷の表門。片番所を設けた大名屋敷の格式で建てられている。
- 会水庵 - 大正期頃、宗徧流の茶人・山岸宗住（会水）が建てた茶室。

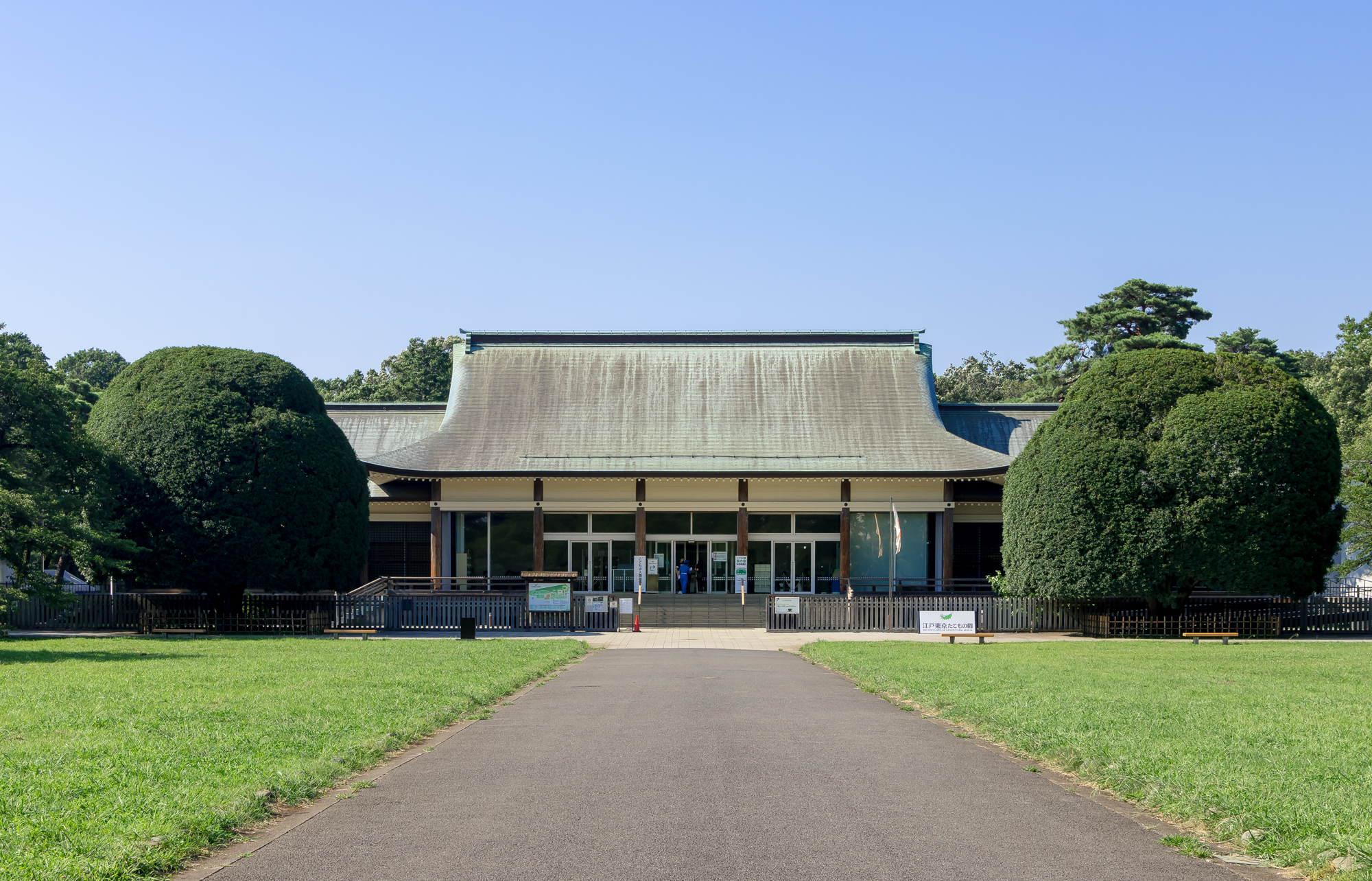
旧光華殿
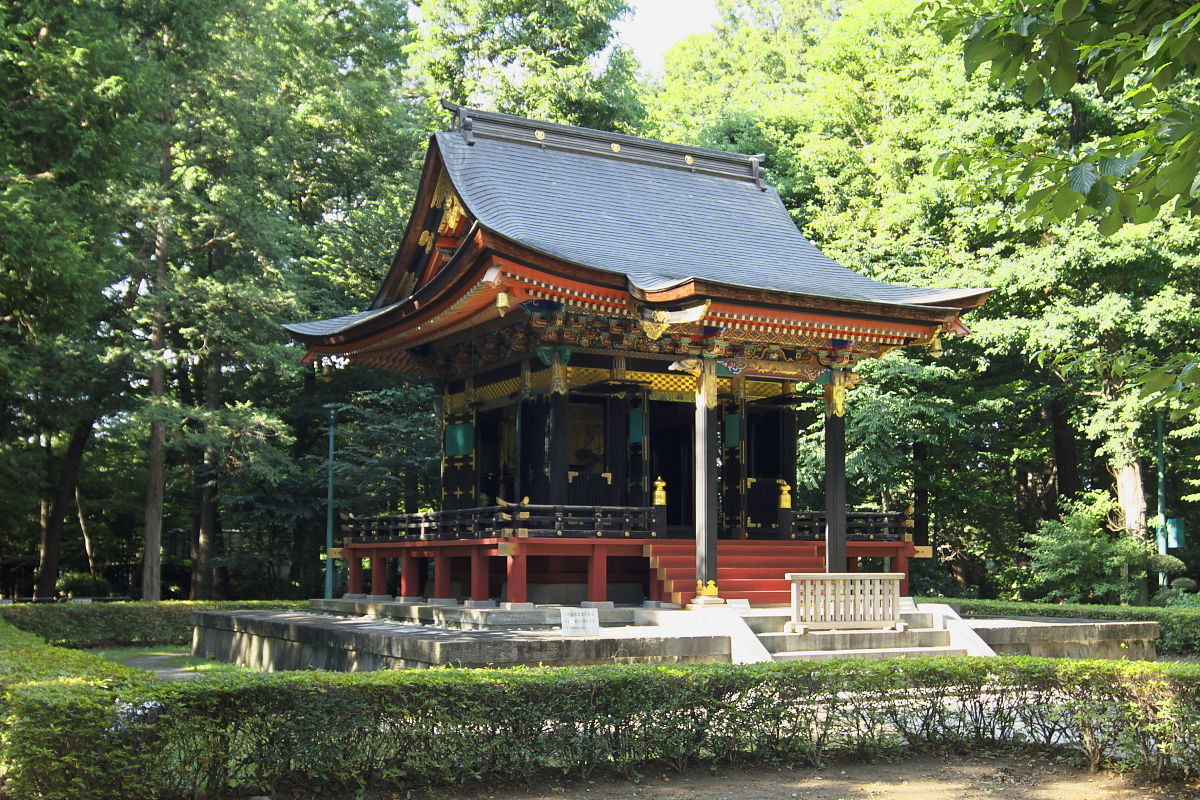
旧自証院霊屋
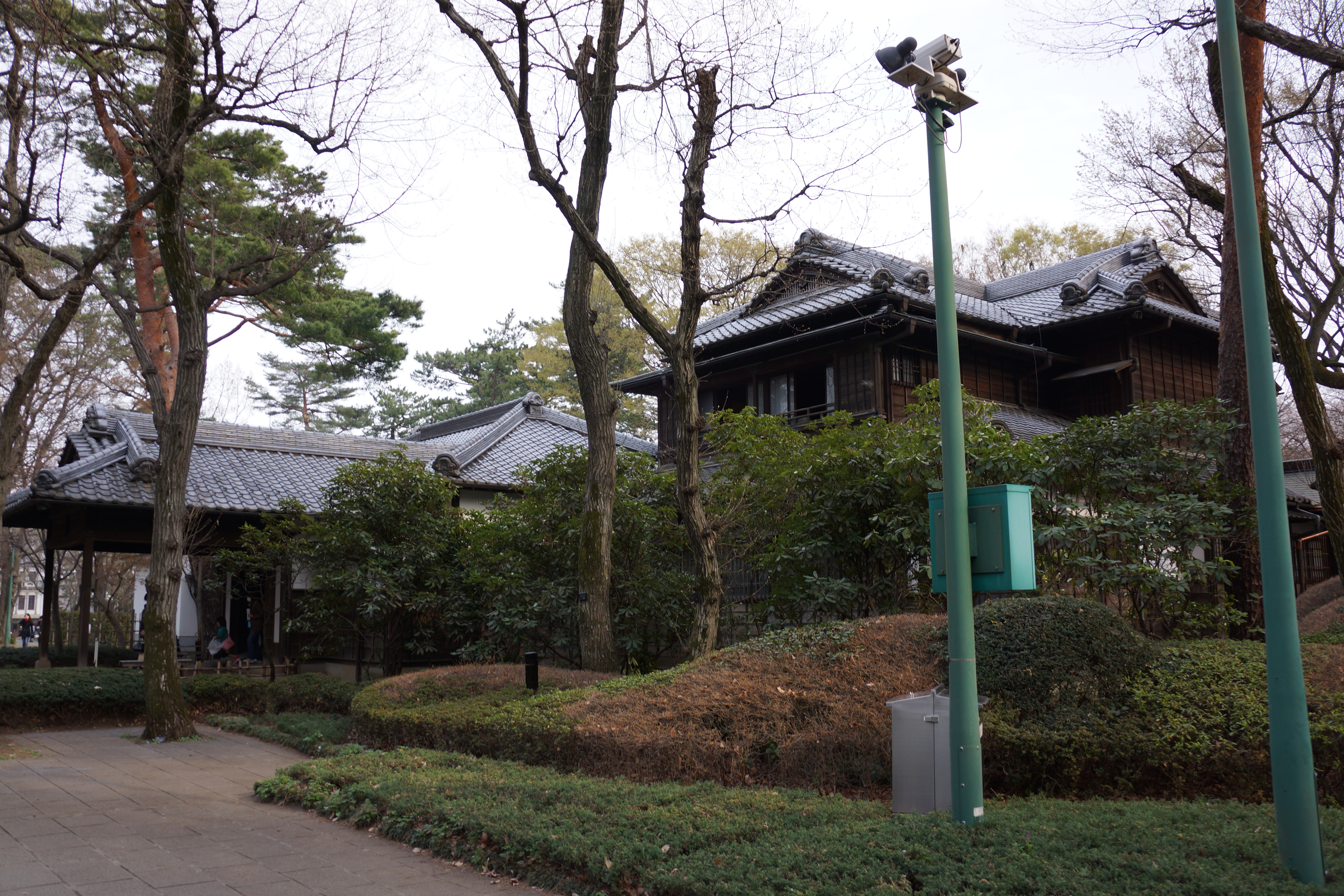
高橋是清邸
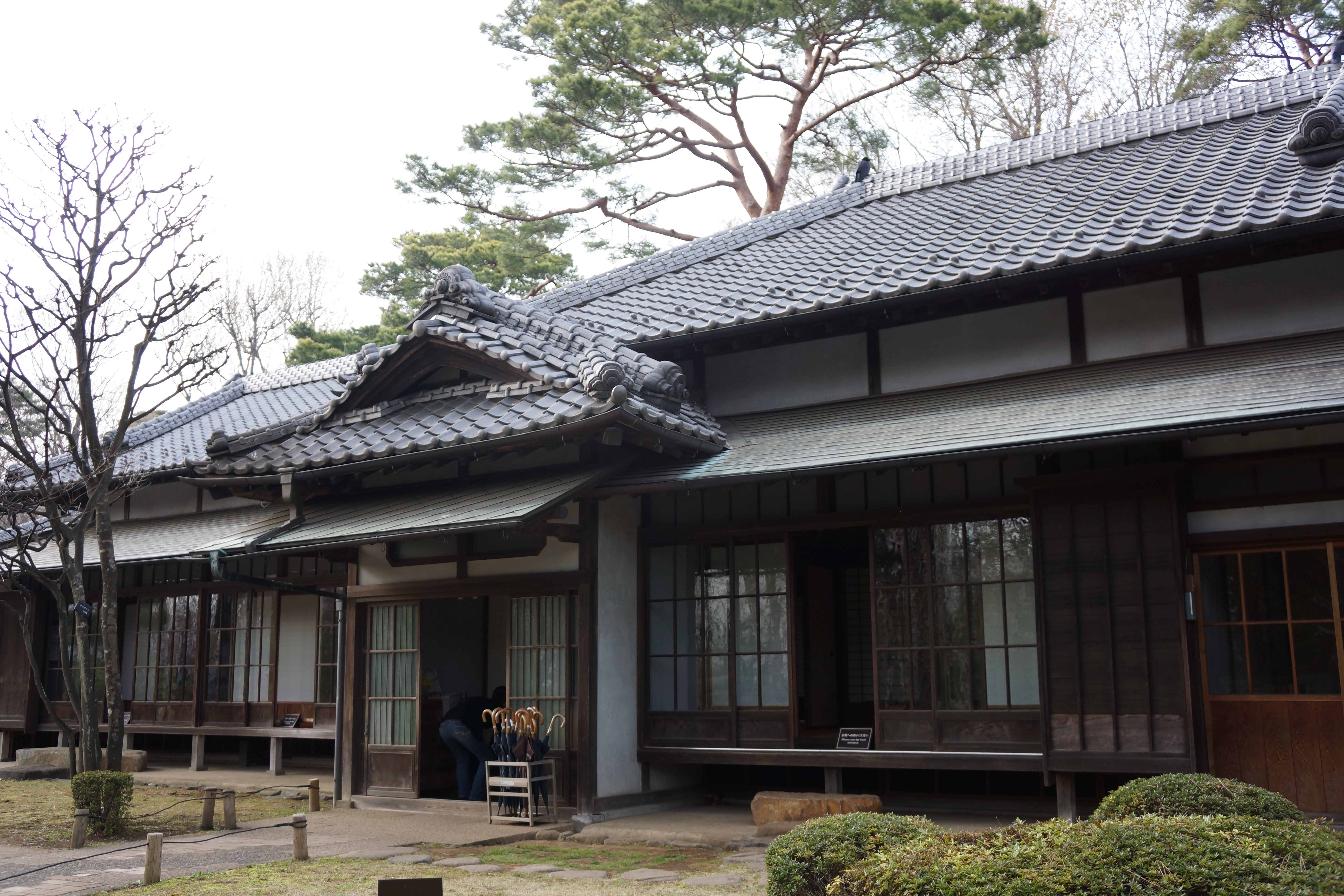
西川家別邸
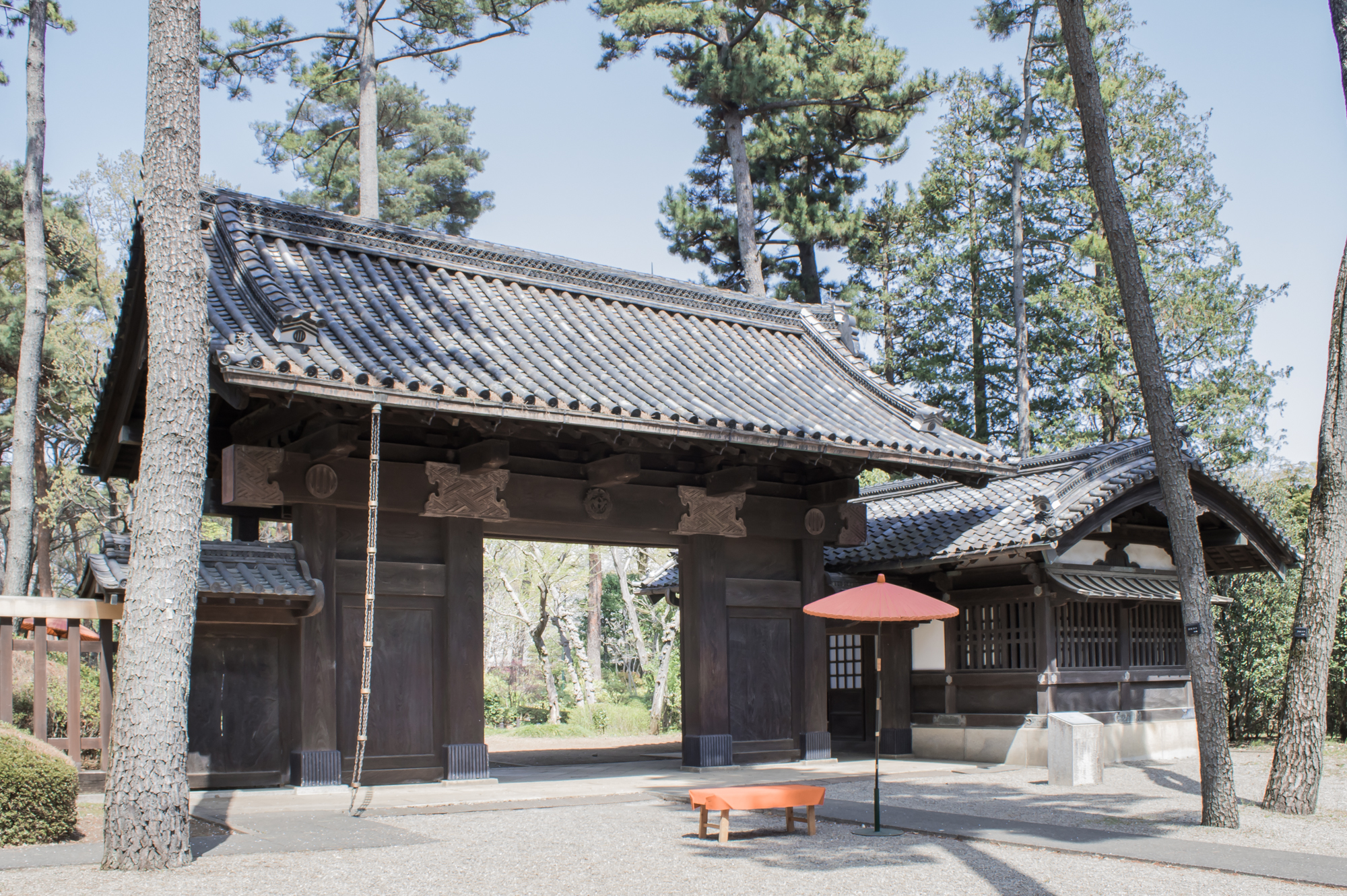
伊達家の門
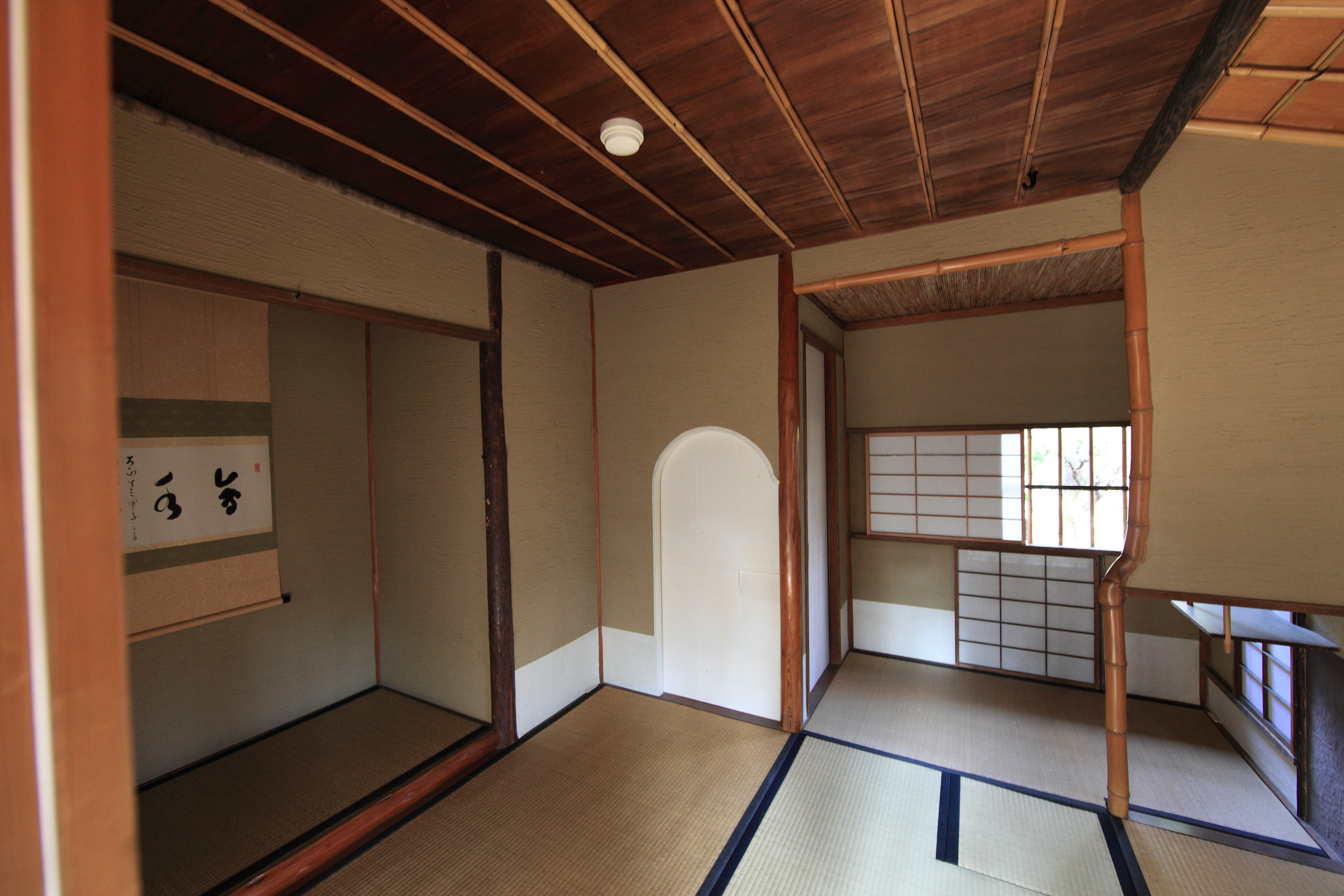
会水庵

### 西ゾーン
- 常盤台写真館 - 昭和初期の郊外住宅地・常盤台に建てられた写真館。北側に大きなガラス面を取り、間接光が入るように設計されている。
- 三井八郎右衞門邸 - 第二次大戦終戦後に京都から港区麻布に移築された財閥三井本家の和風邸宅。東京都指定有形文化財（建造物）。
- 奄美の高倉 - 江戸末期頃、奄美大島宇検村に建てられた穀物倉。高倉形式で、茅葺の屋根部分が貯蔵庫になっている。
- 吉野家（農家） - 江戸時代後期、多摩郡野崎村（現・三鷹市野崎）の農家。内部は昭和30年頃の生活を再現している。
- 八王子千人同心組頭の家 - 江戸後期の郷士組頭の屋敷。床の間をもつ座敷や式台付きの玄関など、一般民家より高い格式をもつ。
- 前川國男邸 - モダニズム建築家の前川國男が1942年に建てた自邸[2]。戦時の建築統制下で建築面積は小さく抑えつつも、大屋根の中央に吹き抜けの居間とロフト風の2階を配している。東京都指定有形文化財（建造物）。
- 田園調布の家（大川邸） - 「田園都市」の理想のもと開発された近郊住宅地に建てられた大正期の洋風郊外住宅。下見板張りの外壁とテラスにパーゴラが設けられている。岡田信一郎の事務所にいた三井道男による設計。
- 綱島家（農家） - 世田谷区岡本にあった貴重な江戸時代中期の農家。
- 小出邸 - 建築家・堀口捨己がヨーロッパから帰国した直後に設計した住宅。黎明期の和洋風混在住宅で、四角錐のような大屋根と水平な軒を持つ。東京都指定有形文化財（建造物）。
- デ・ラランデ邸 - 新宿区信濃町にあった西洋館。気象学者・物理学者の北尾次郎が自邸として設計したと伝わる平屋建てであったが、1910年ごろ、ドイツ人建築家ゲオルグ・デ・ラランデにより、木造3階建へ大規模に増築され、その当時の姿を想定して復元された[13]。バリアフリーの便宜を図り、外付けで2階へのエレベーターが設置されている。

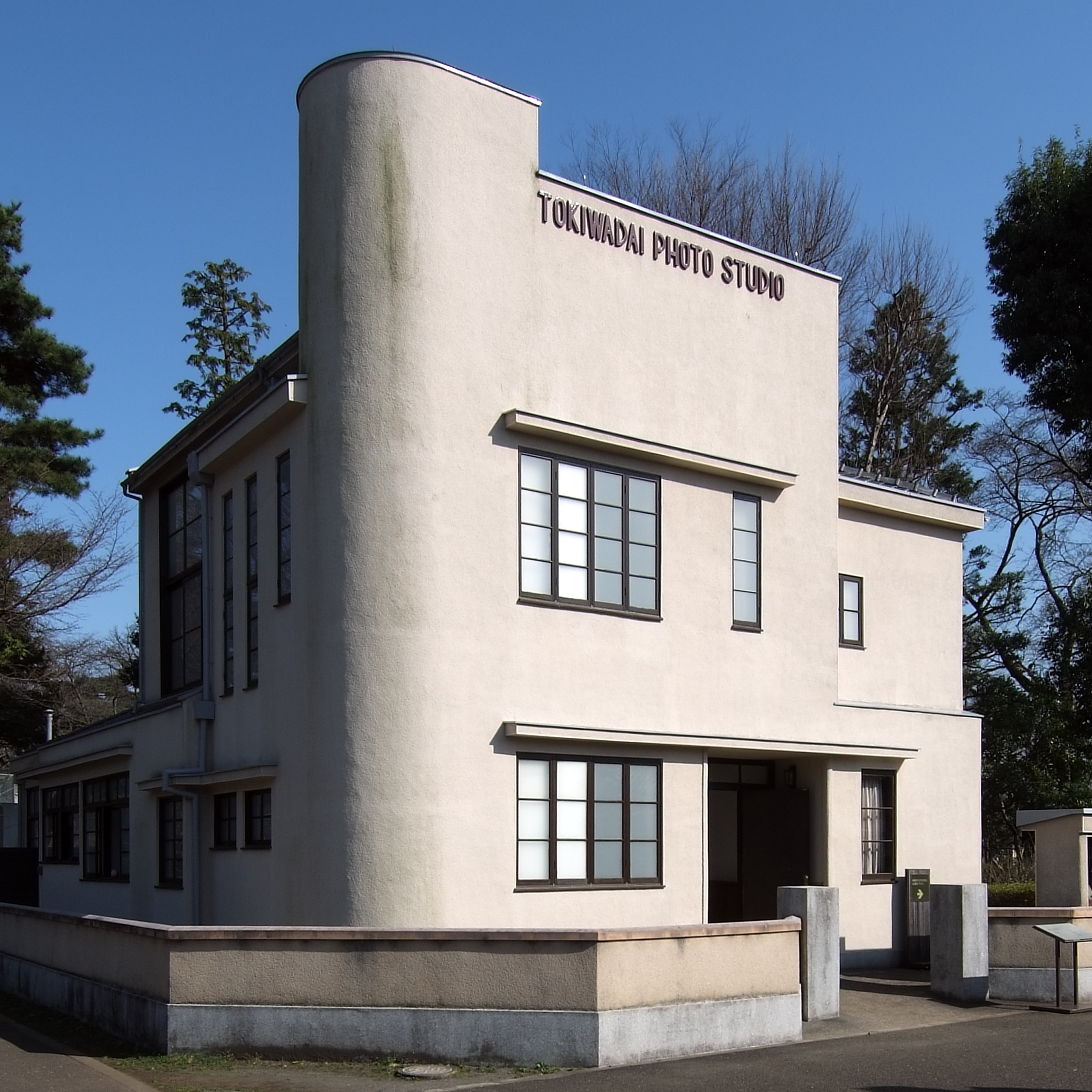
常盤台写真館
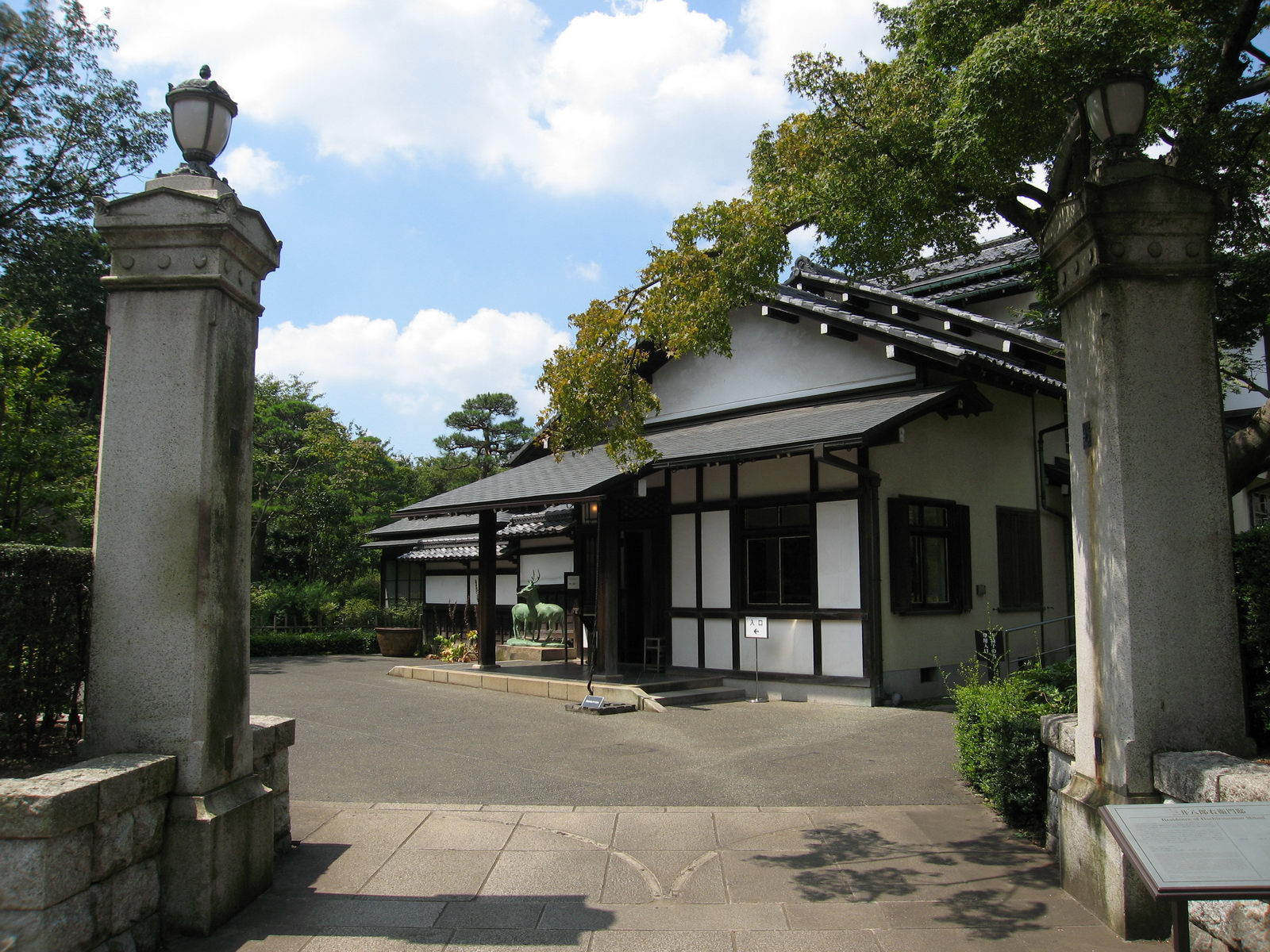
三井八郎右衛門邸
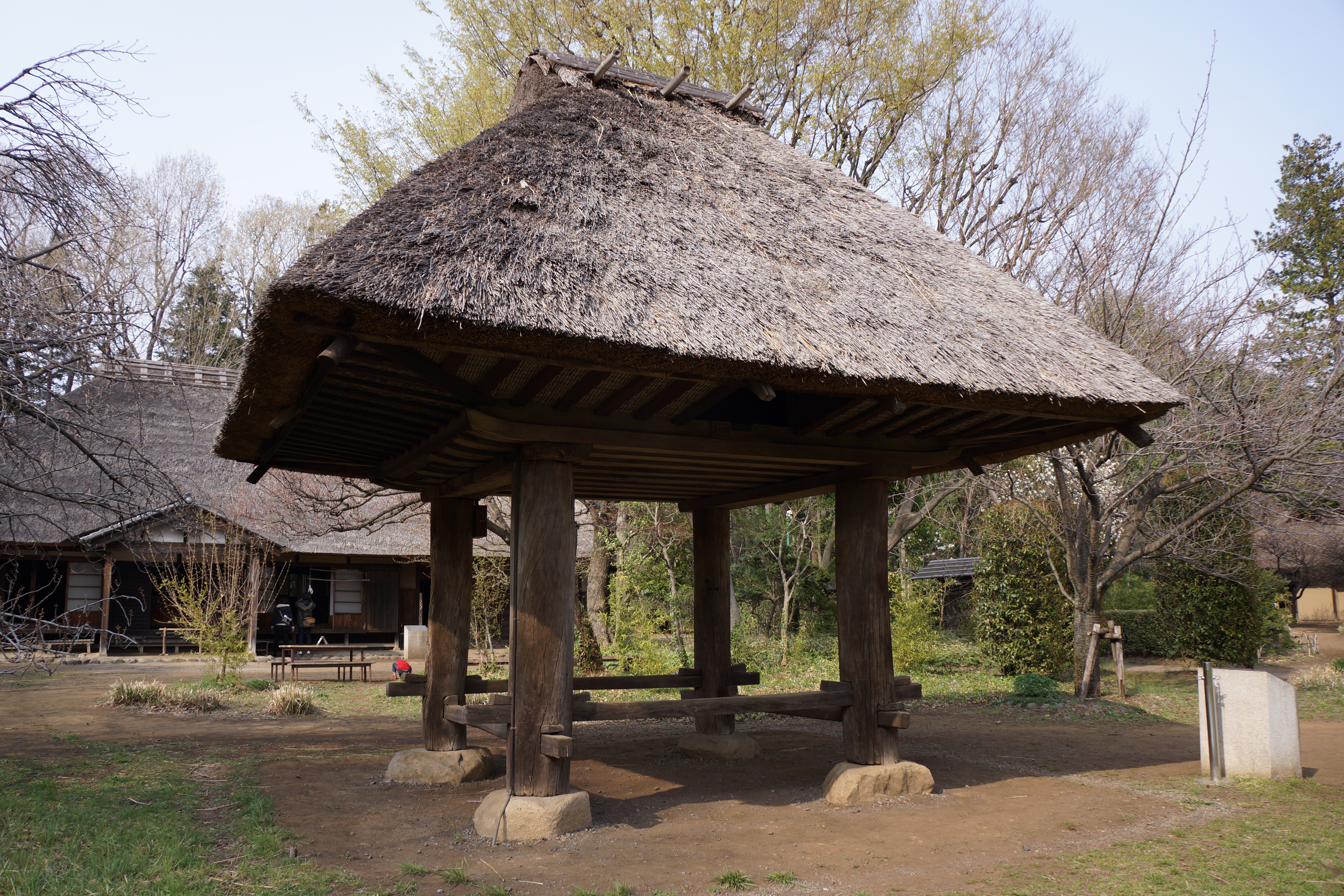
奄美の高倉
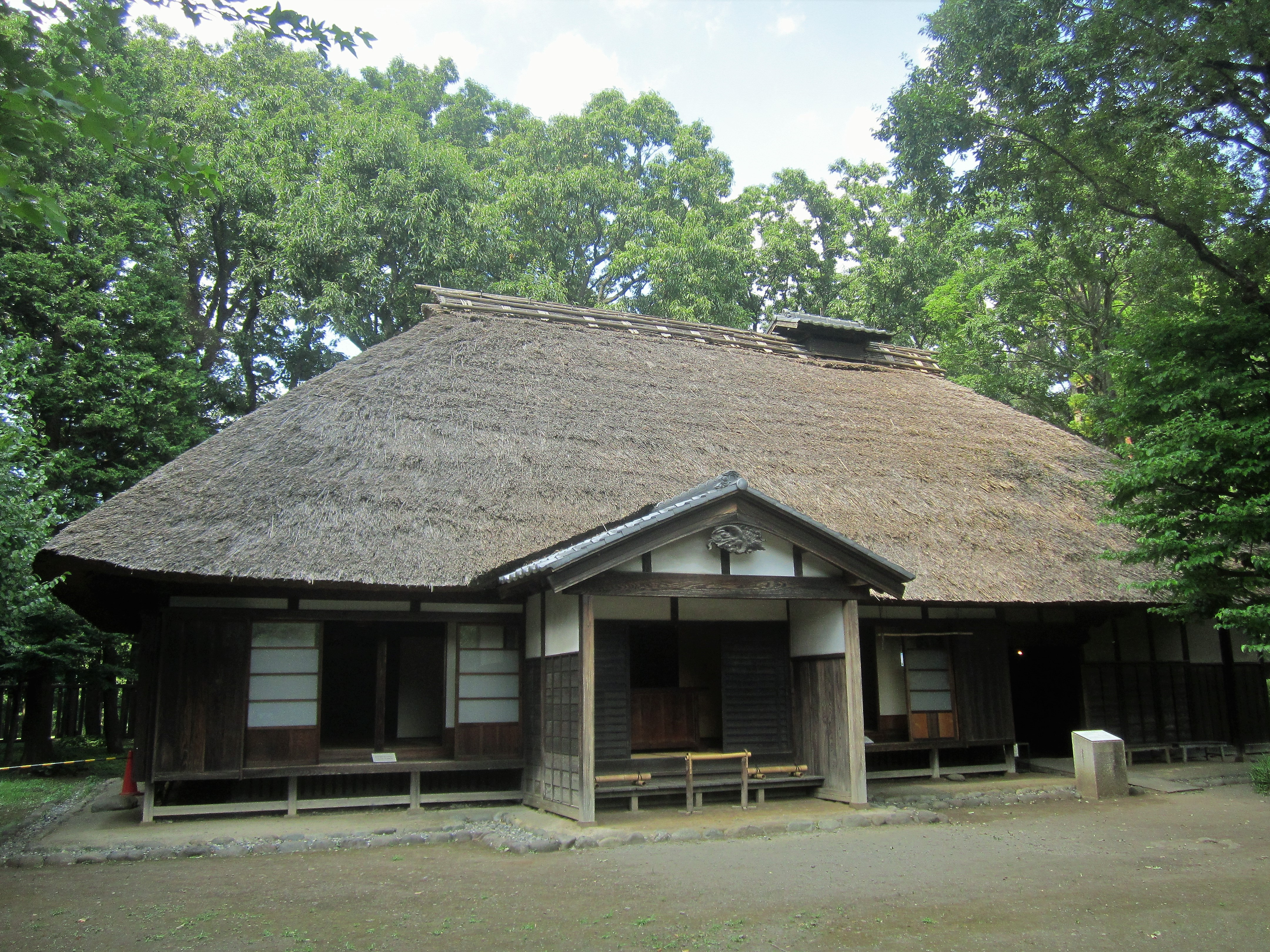
吉野家（農家）
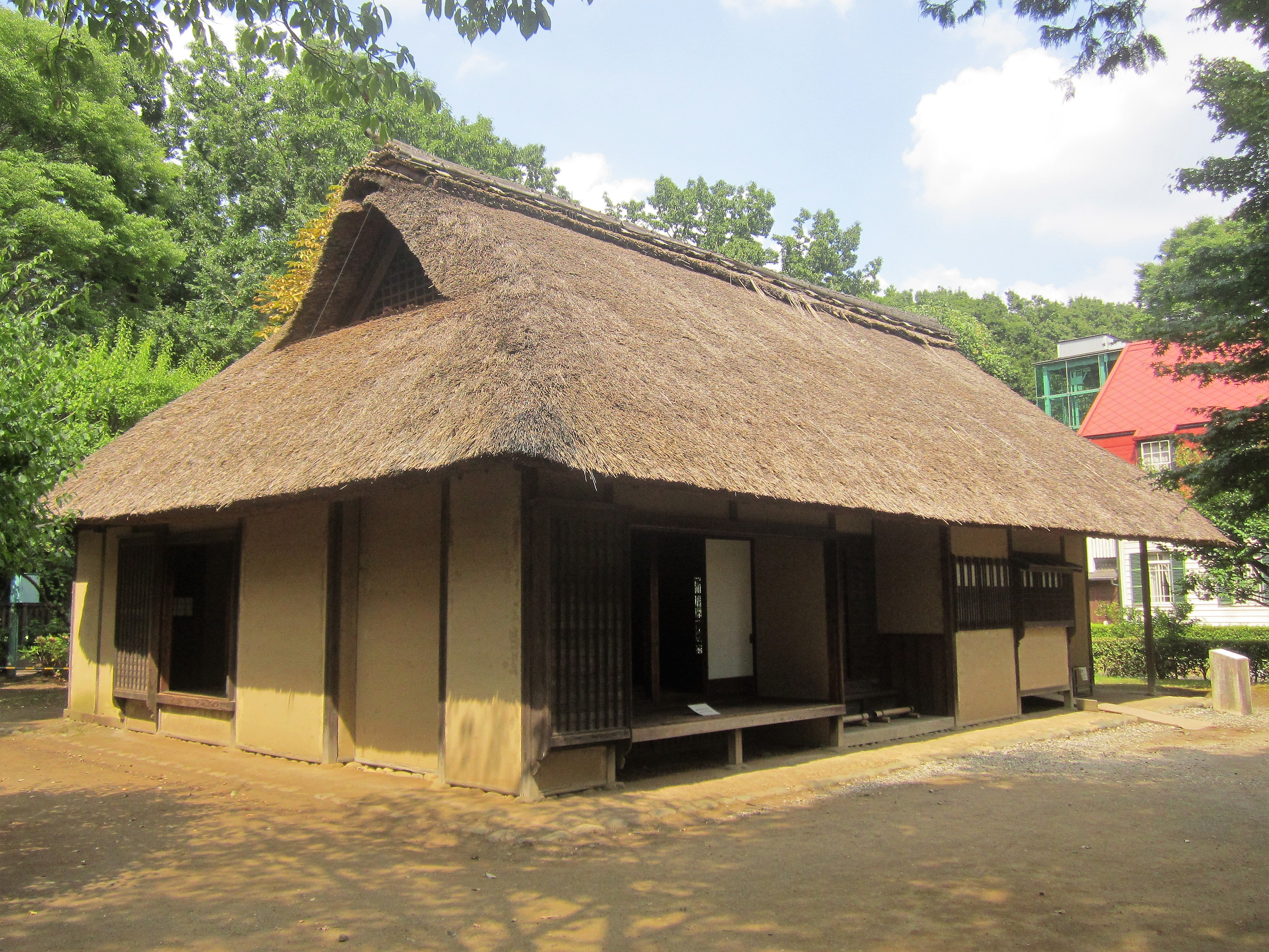
八王子千人同心組頭の家
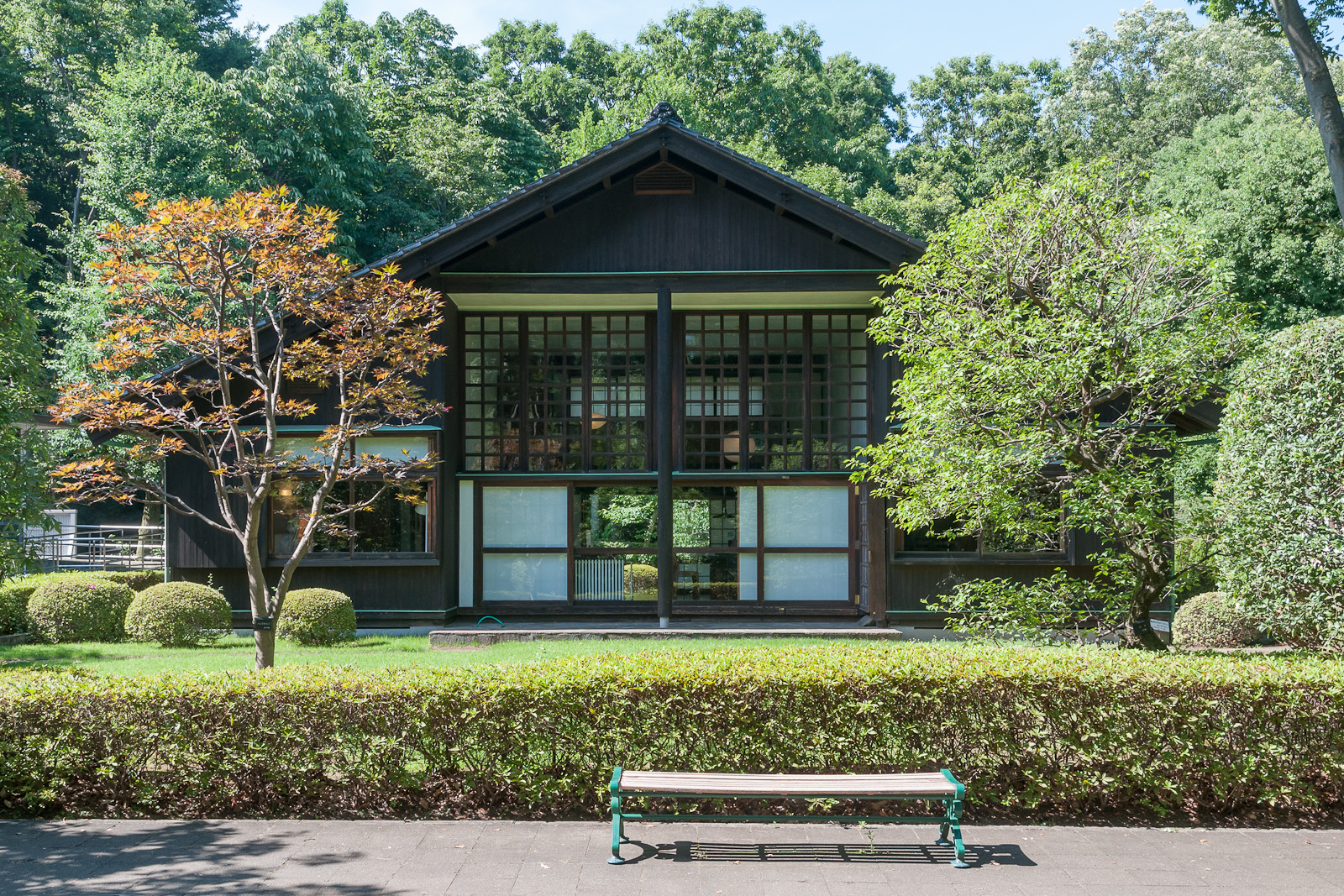
前川國男邸
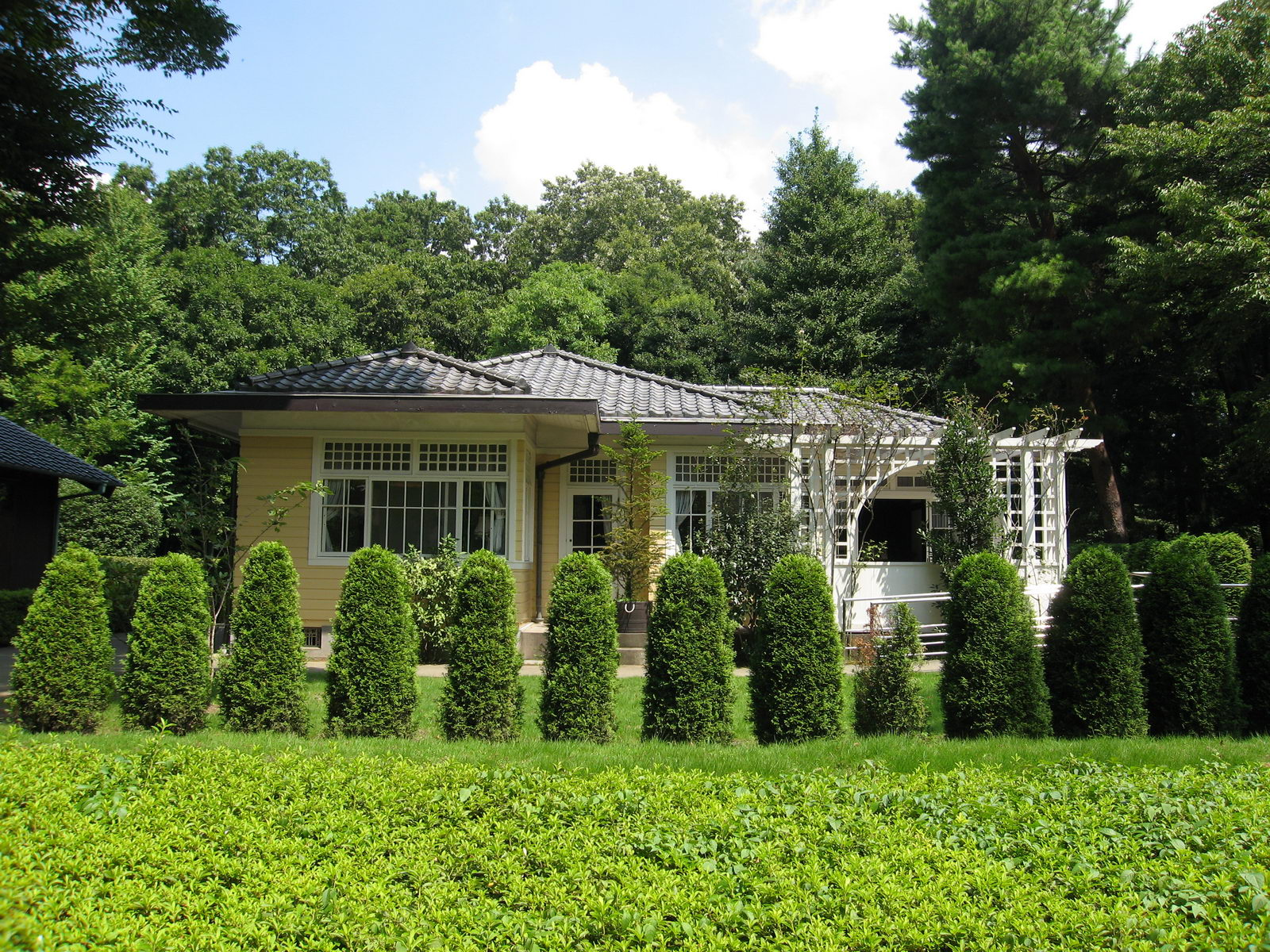
田園調布の家（大川邸）
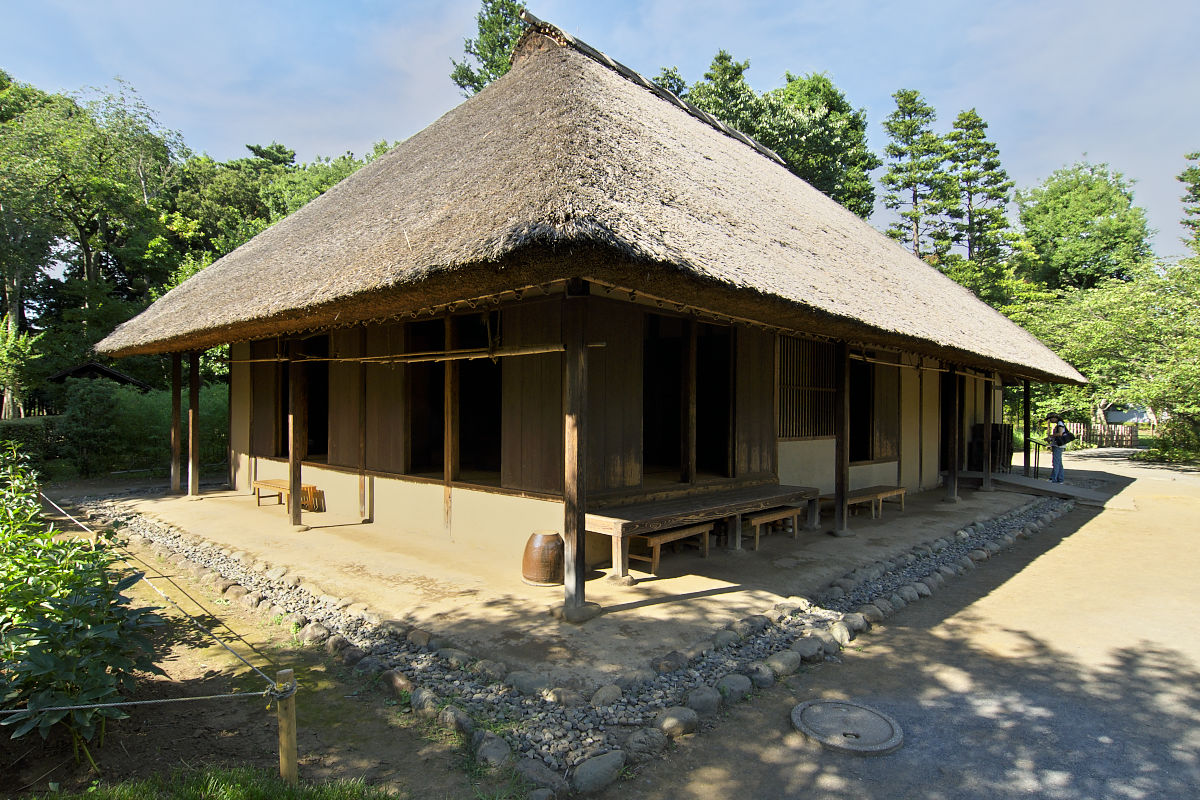
綱島家（農家）
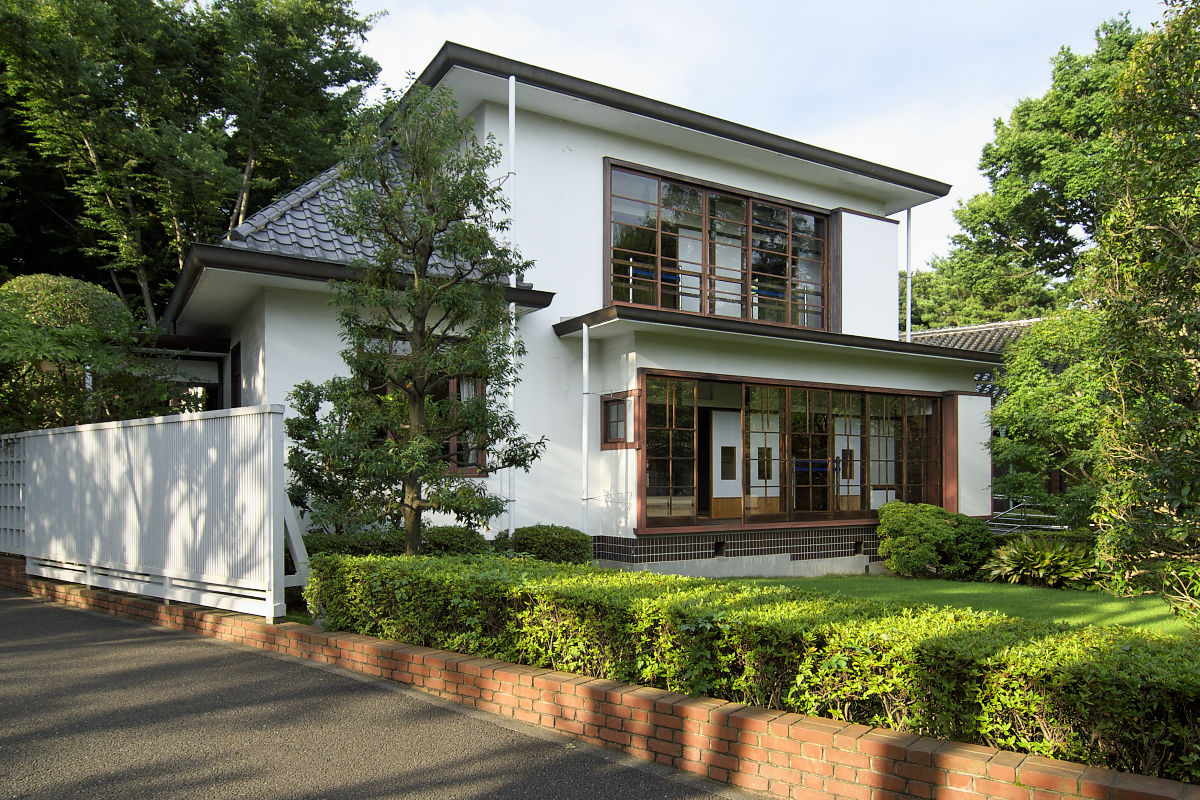
小出邸
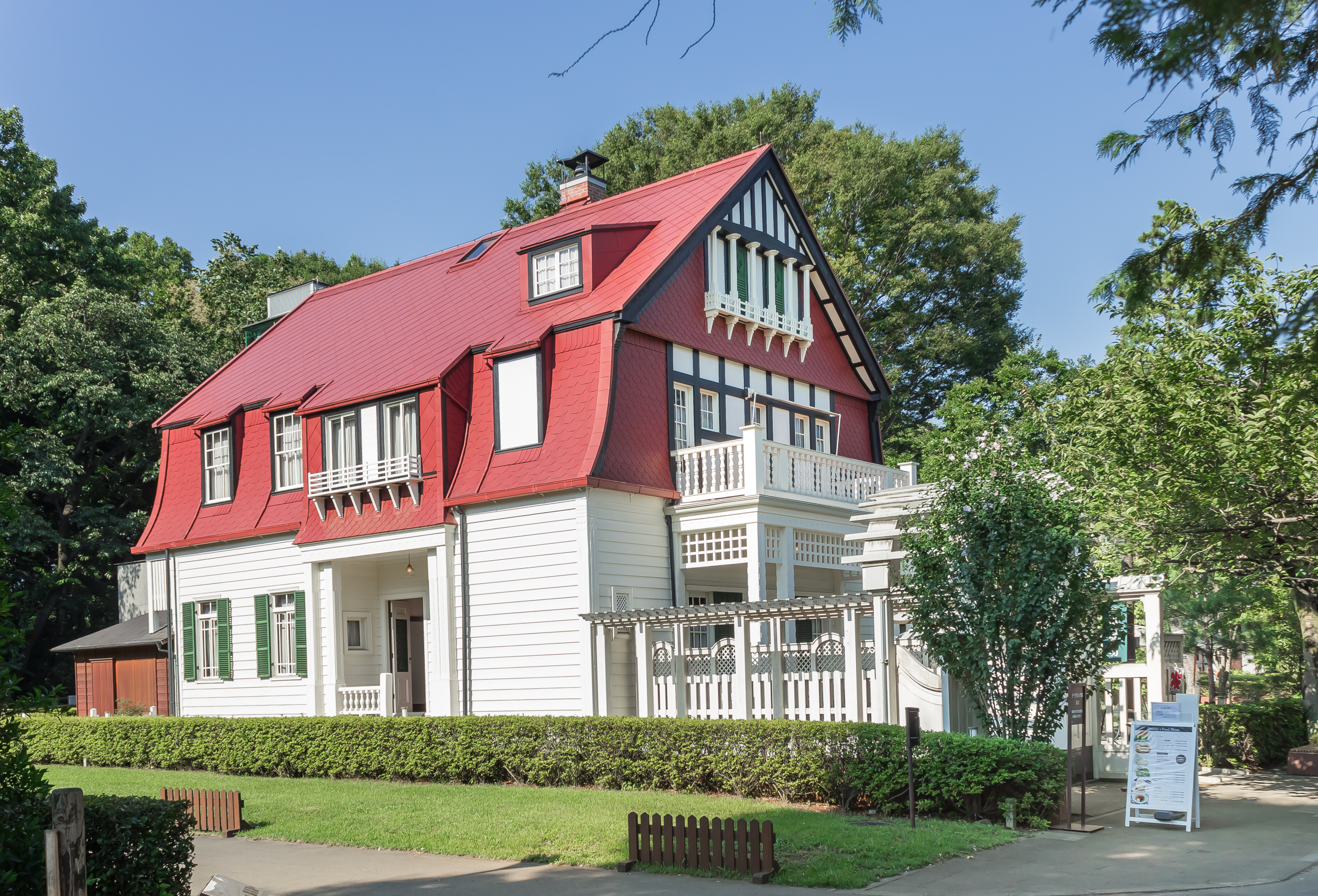
デ・ラランデ邸

### 東ゾーン
- 天明家（農家） - 江戸時代の豪農が住んだ、長屋門をもつ格式高い農家。
- 小寺醤油店 - 出桁造りの商家。日本酒、味噌、醤油を量り売りしていた。店内は昭和30年代後半の状況を再現。
- 鍵屋（居酒屋） - 台東区下谷にあった庶民的な居酒屋（1856年建築）。
- 子宝湯 - 足立区千住にあった宮造りの銭湯（1929年建築）。
- 仕立屋 - 出桁造りの町家。内部は大正期の仕立屋の仕事場を再現している。
- 武居三省堂（文具店） - 神田にあった文房具屋。看板建築。
- 花市生花店 - 神田にあった花屋。看板建築。ファサードの銅板にレリーフが施されている。
- 万世橋交番 - 万世橋のたもと、旧万世橋駅の傍にあった煉瓦造の交番。竣工年不詳だが、明治後期と推定される。
- 植村邸 - 新富町にあった銅板張りの看板建築。
- 丸二商店（荒物屋） - 神田神保町にあった荒物屋（日用品店）。看板建築。ファサードを江戸小紋のパターンを用いた銅板張りで仕上げている。
- 村上精華堂（化粧品店） - 池之端にあった小間物屋。看板建築。イオニア式オーダー風の列柱と瓦葺きの和風屋根を組み合わせた外観が個性的である。
- 川野商店（和傘問屋） - 出桁造りの和傘製造問屋。
- 大和屋本店（乾物屋） - 港区白金台にあった木造3階建ての商店。
- 万徳旅館 - 青梅市西分町の青梅街道沿いにあった旅館。建物は創建当初の様子を、室内は1950年頃の様子を復元している。

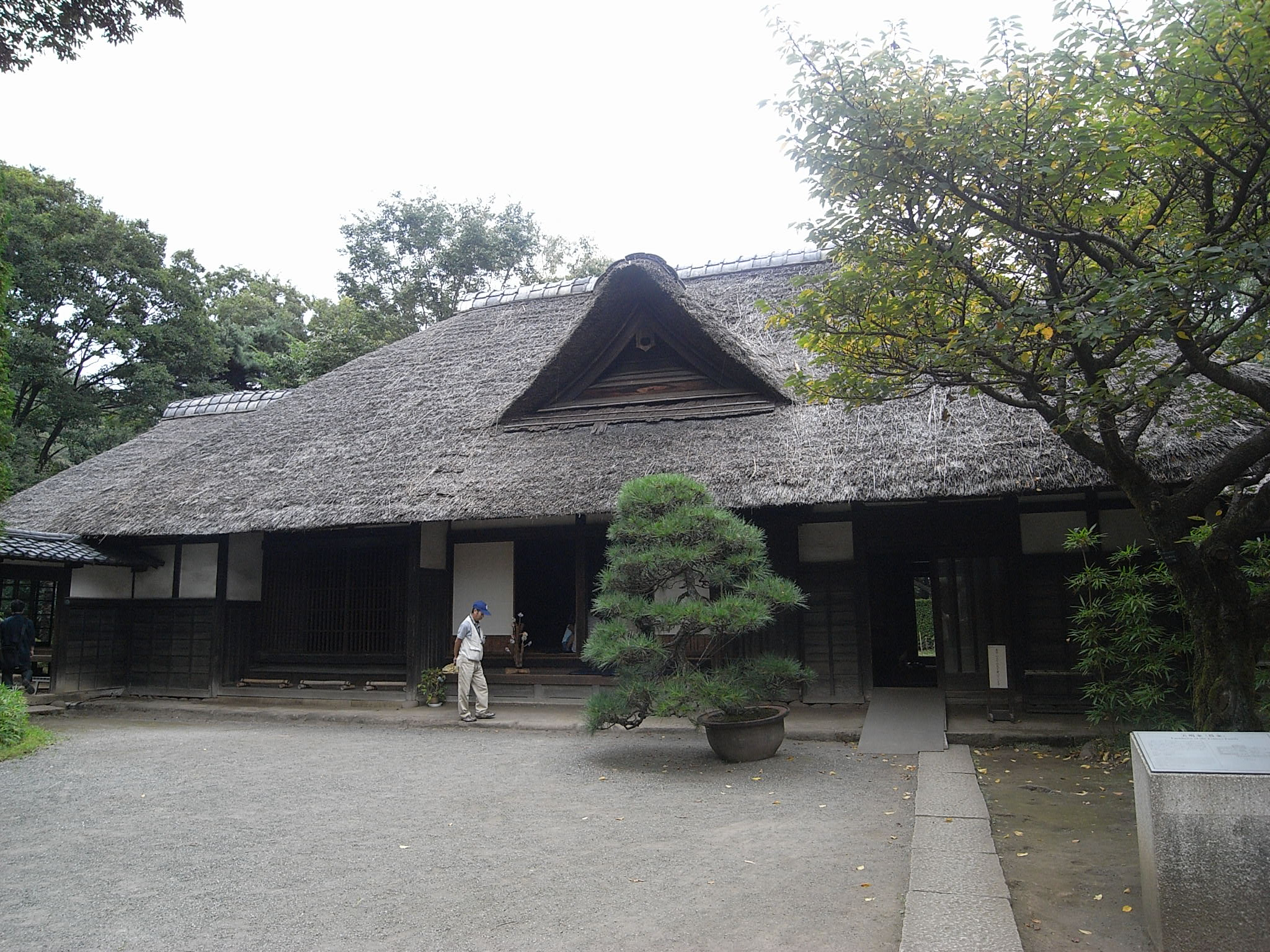
天明家（農家）
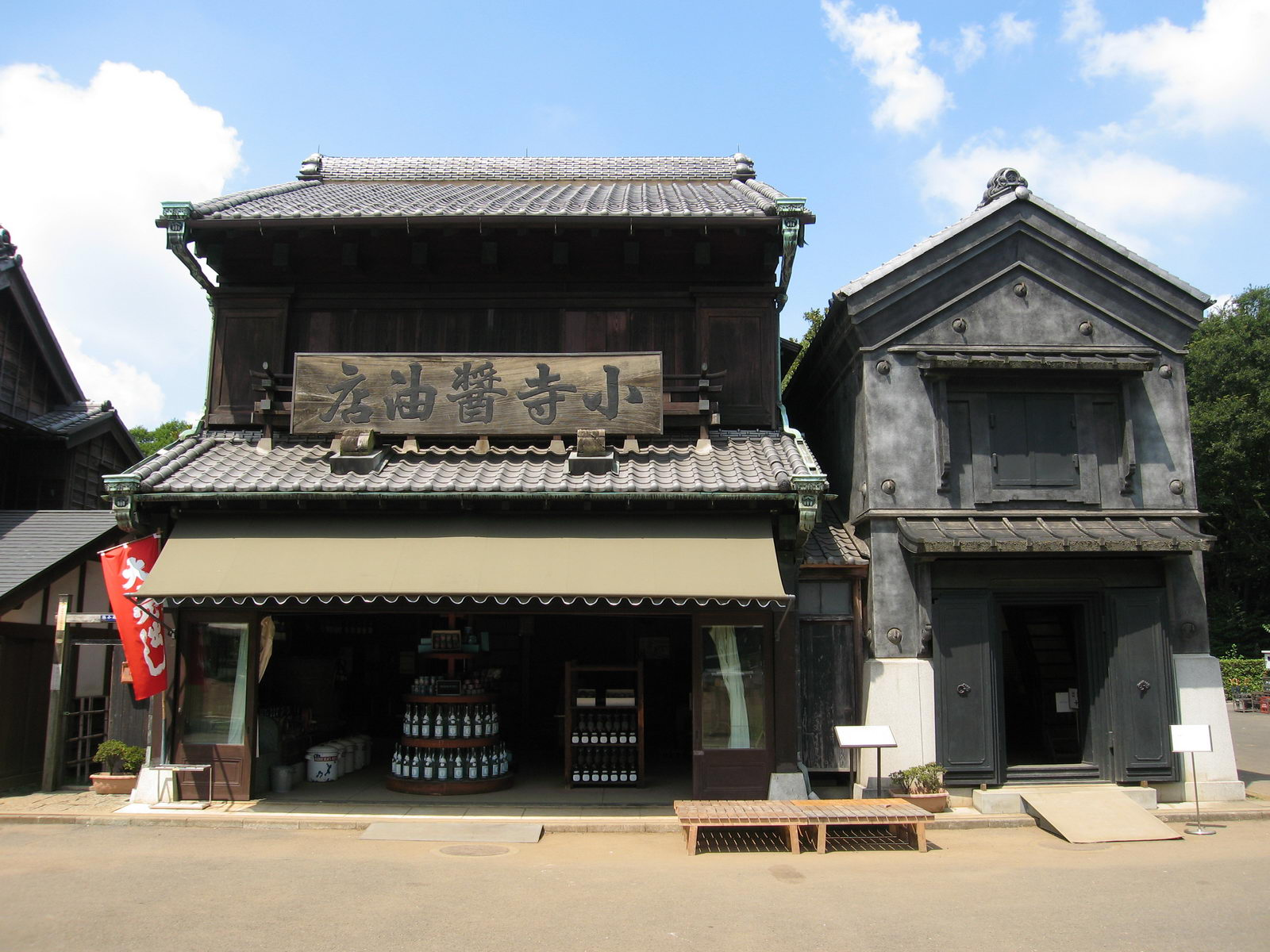
小寺醤油店
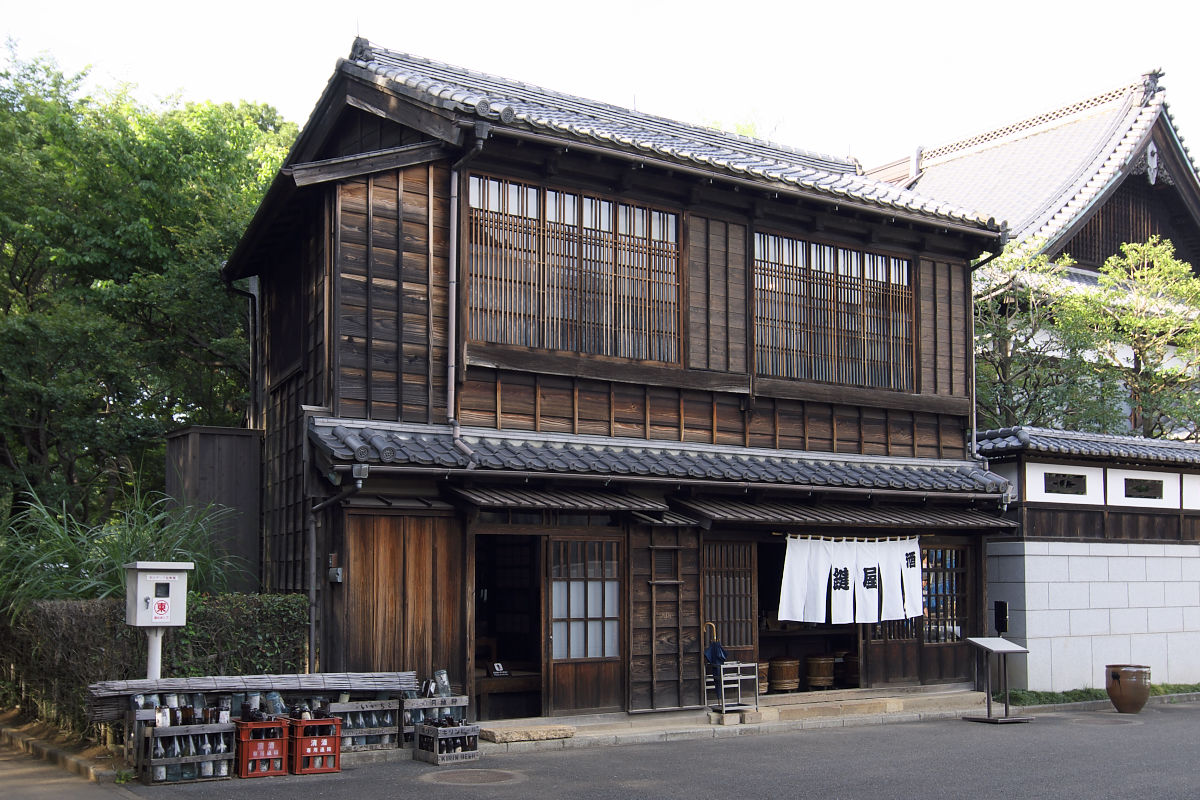
鍵屋（居酒屋）
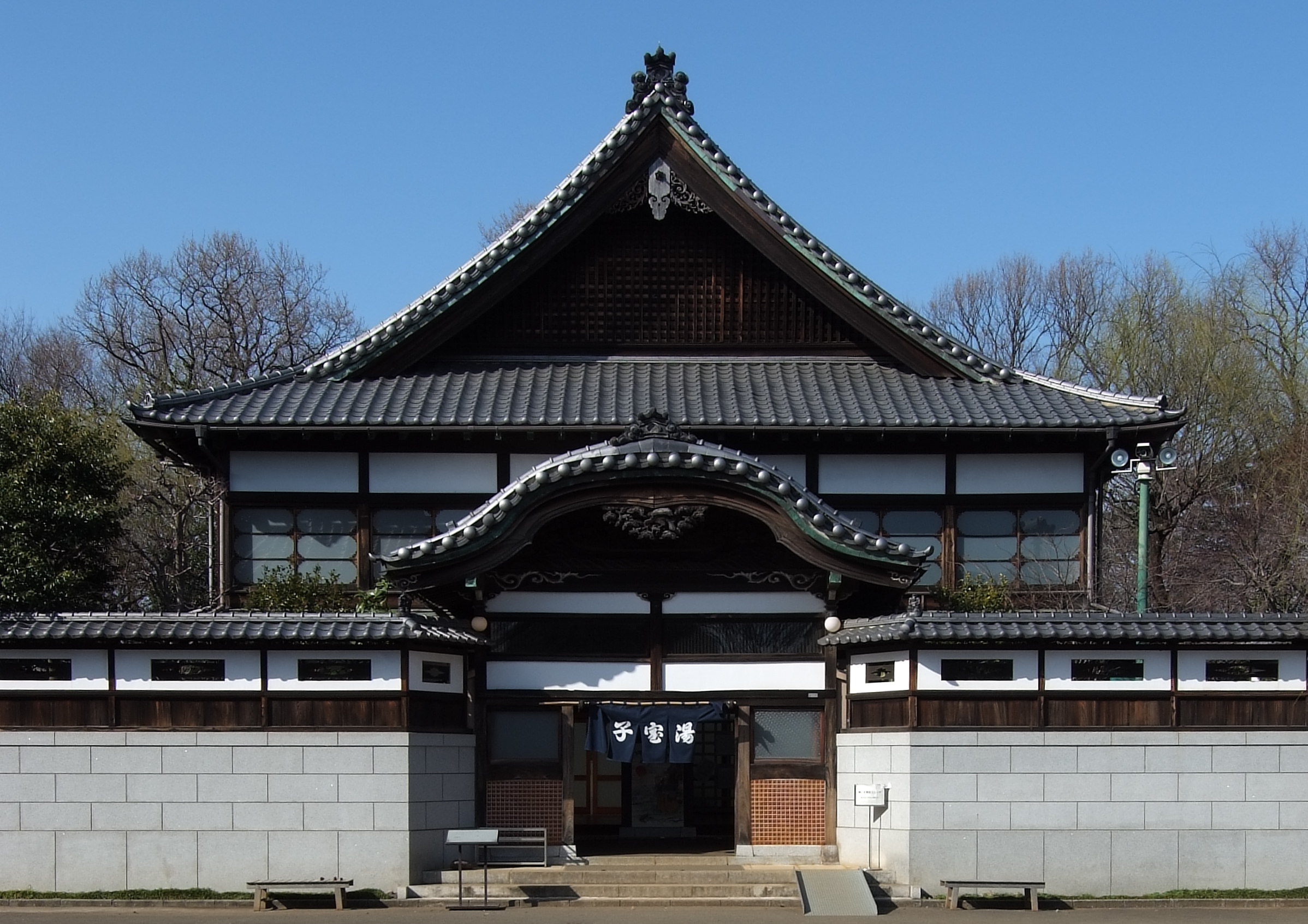
子宝湯
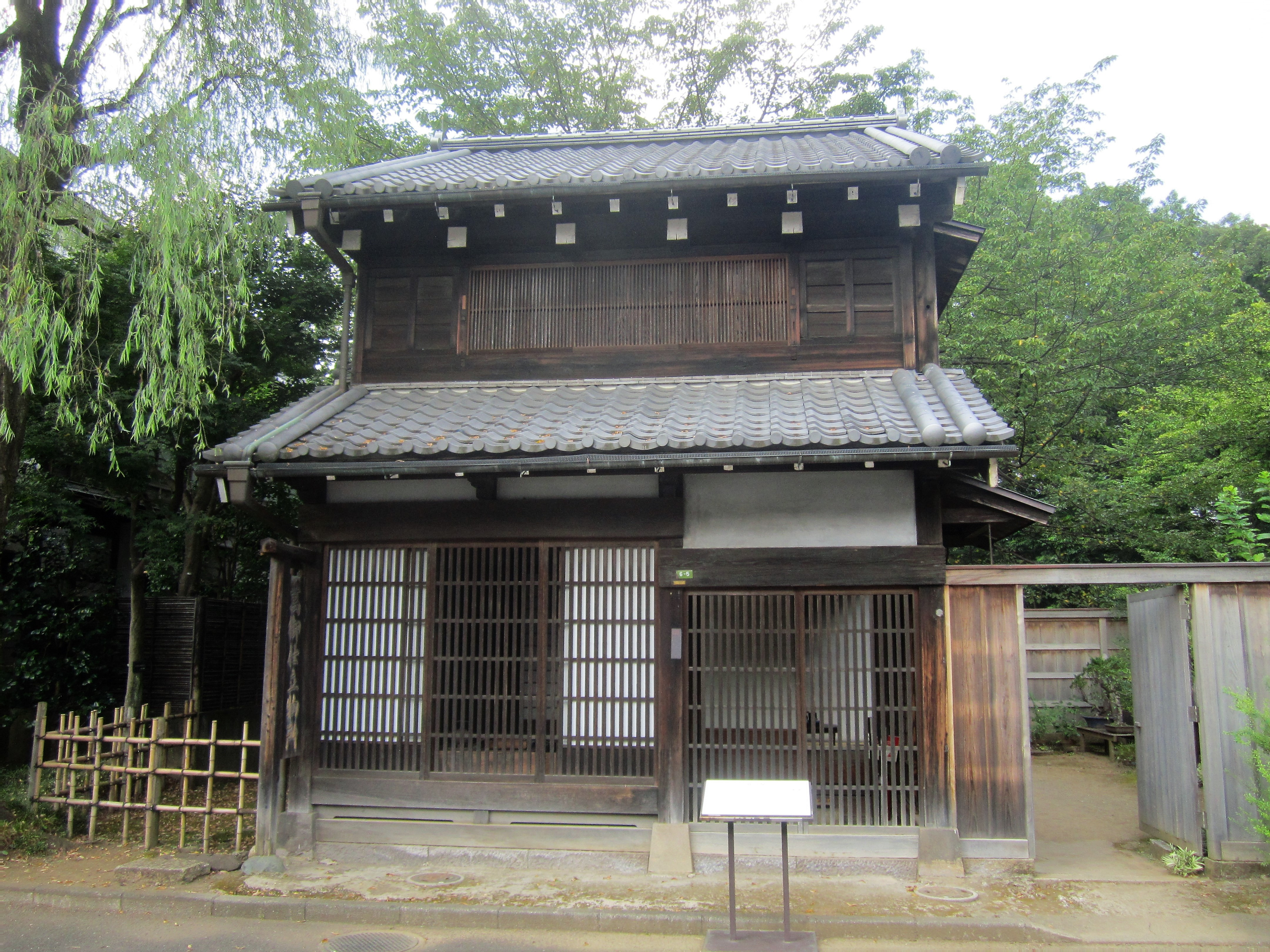
仕立屋
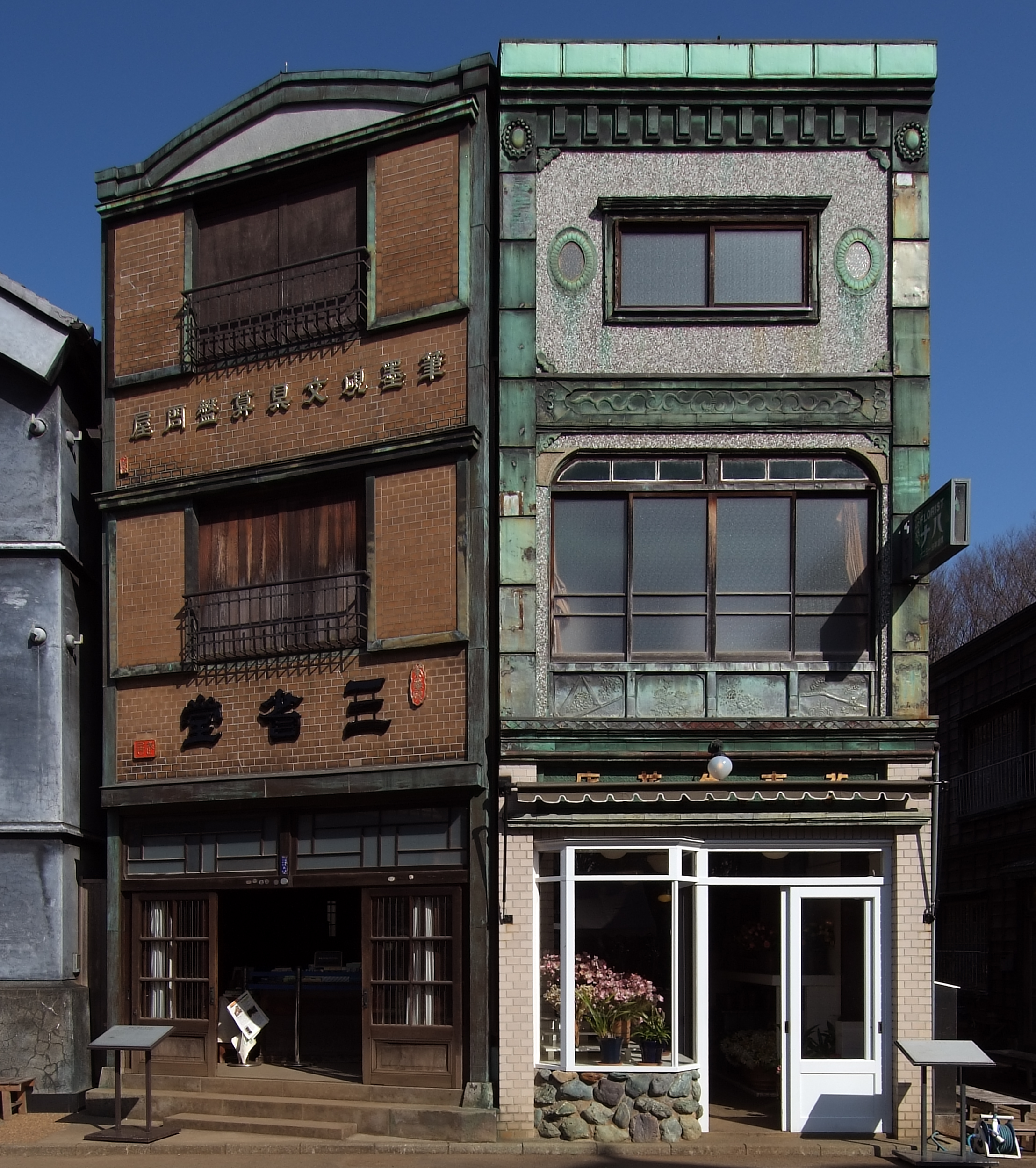
武居三省堂、花市生花店
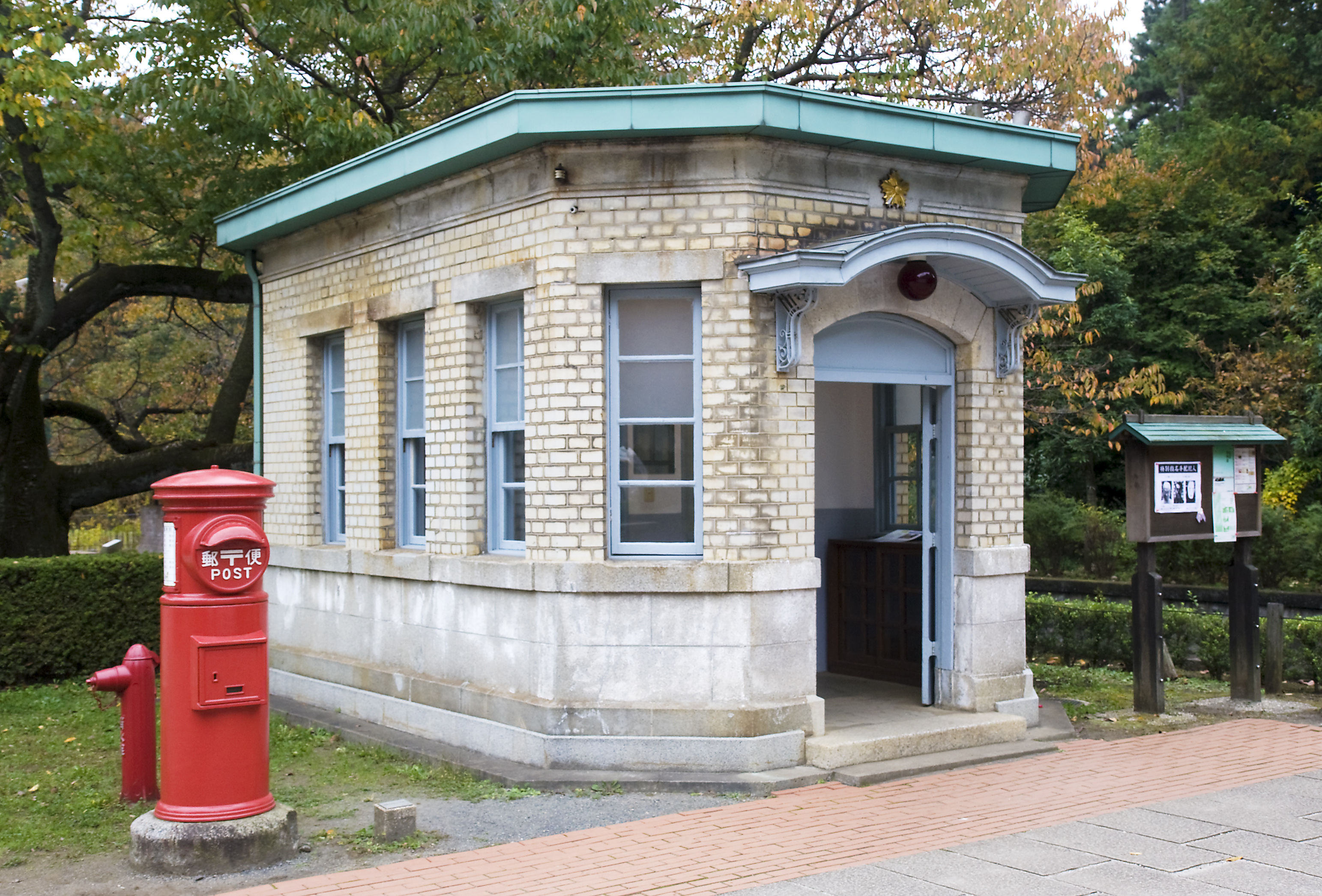
万世橋交番
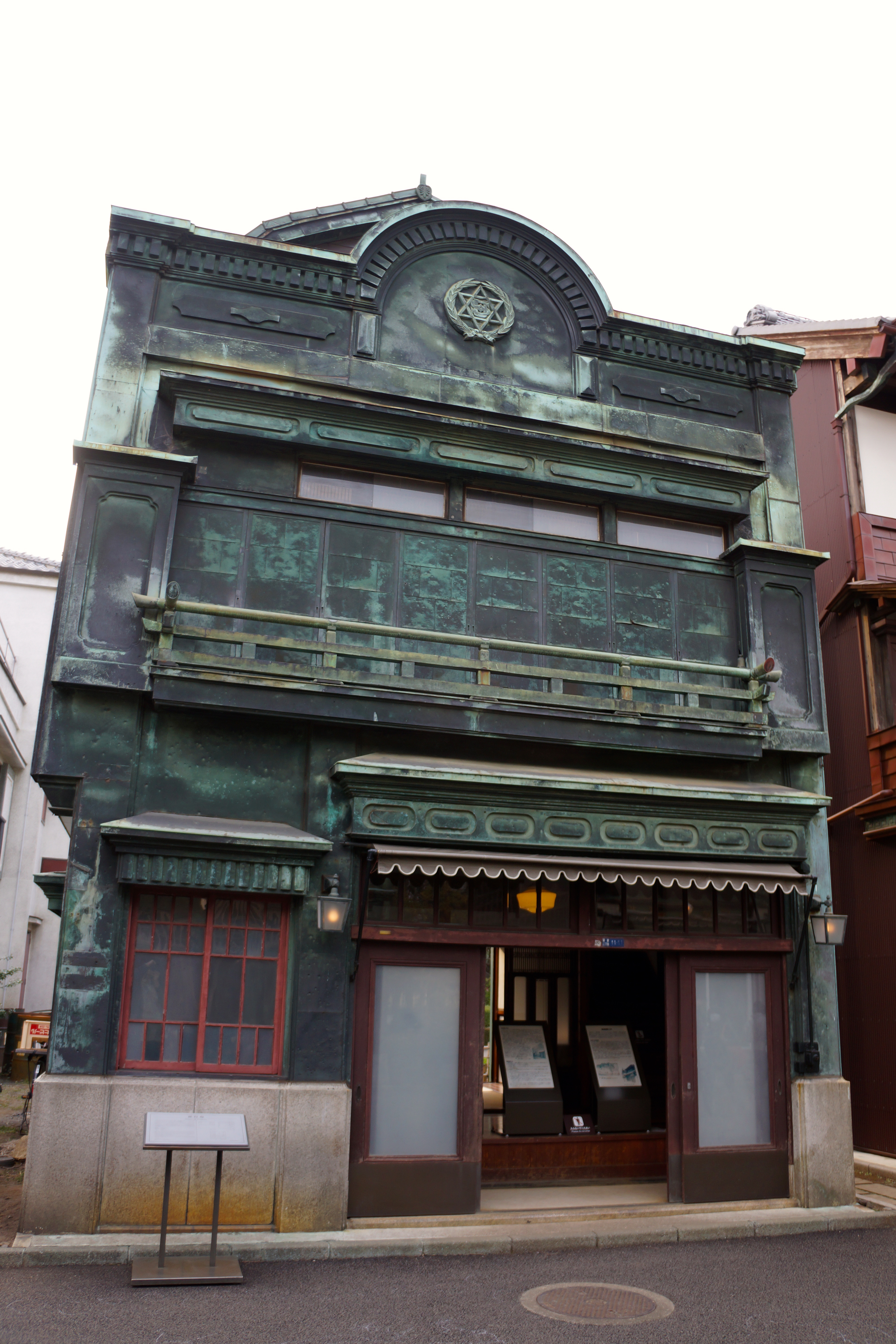
植村邸
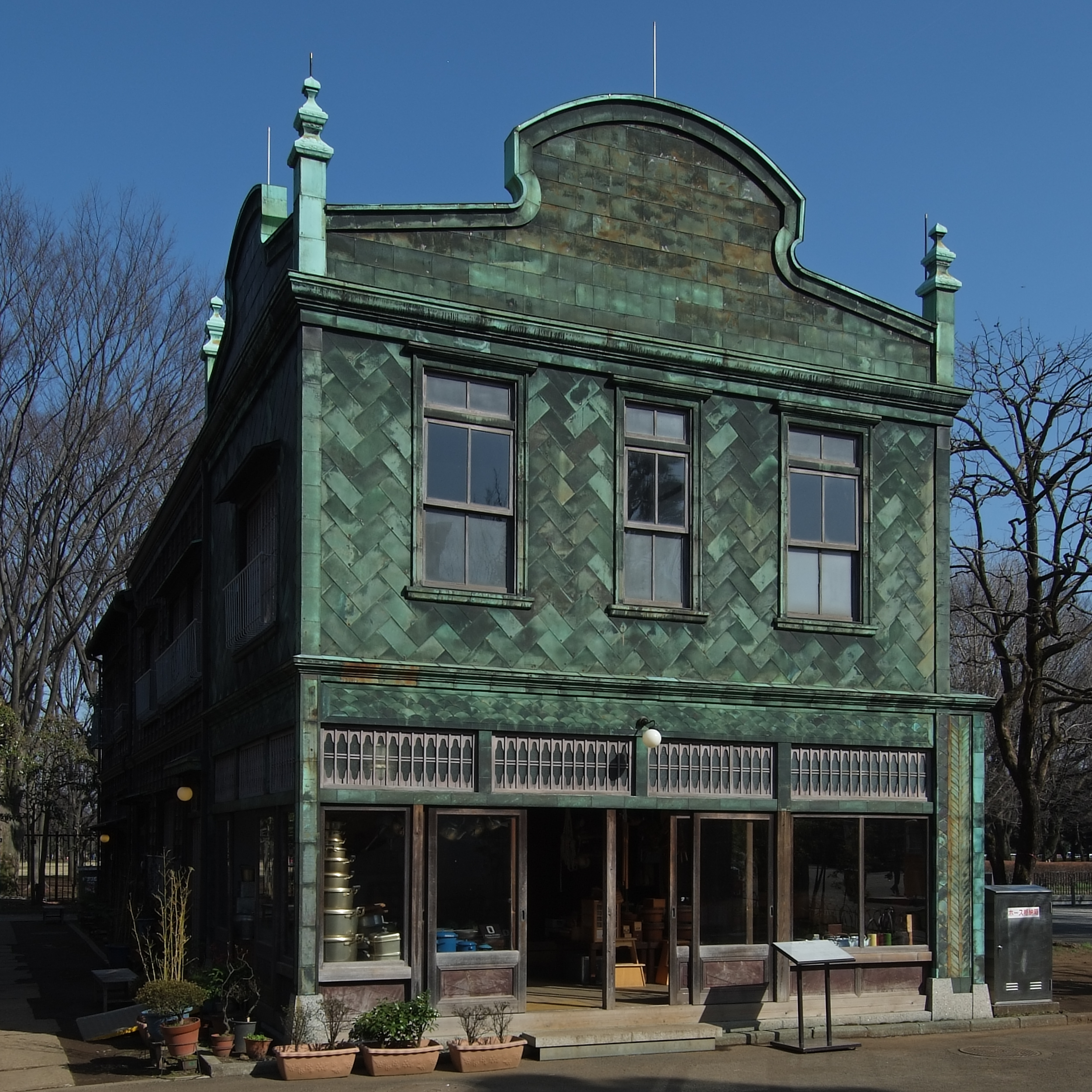
丸二商店（荒物屋）
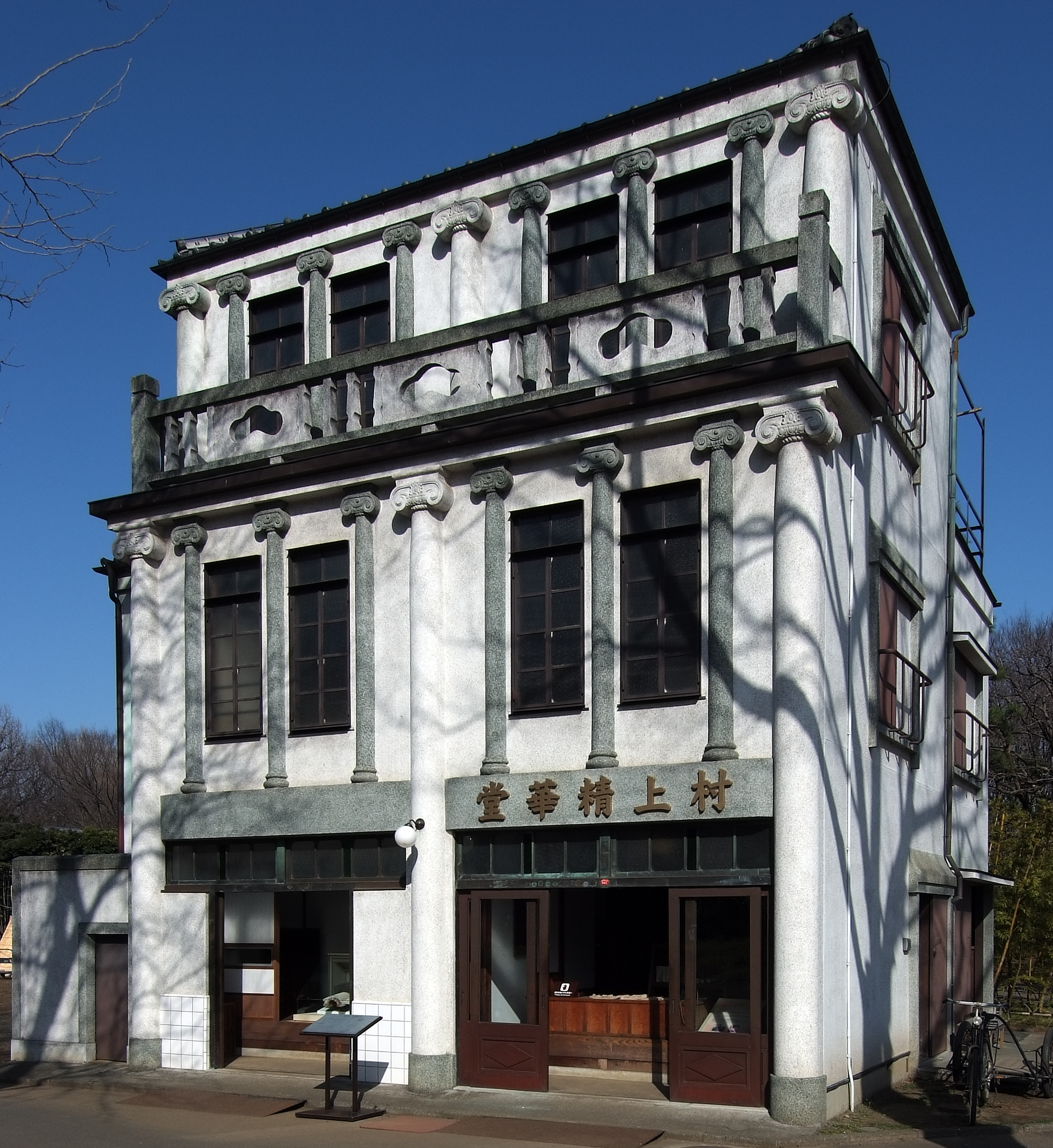
村上精華堂（化粧品店）
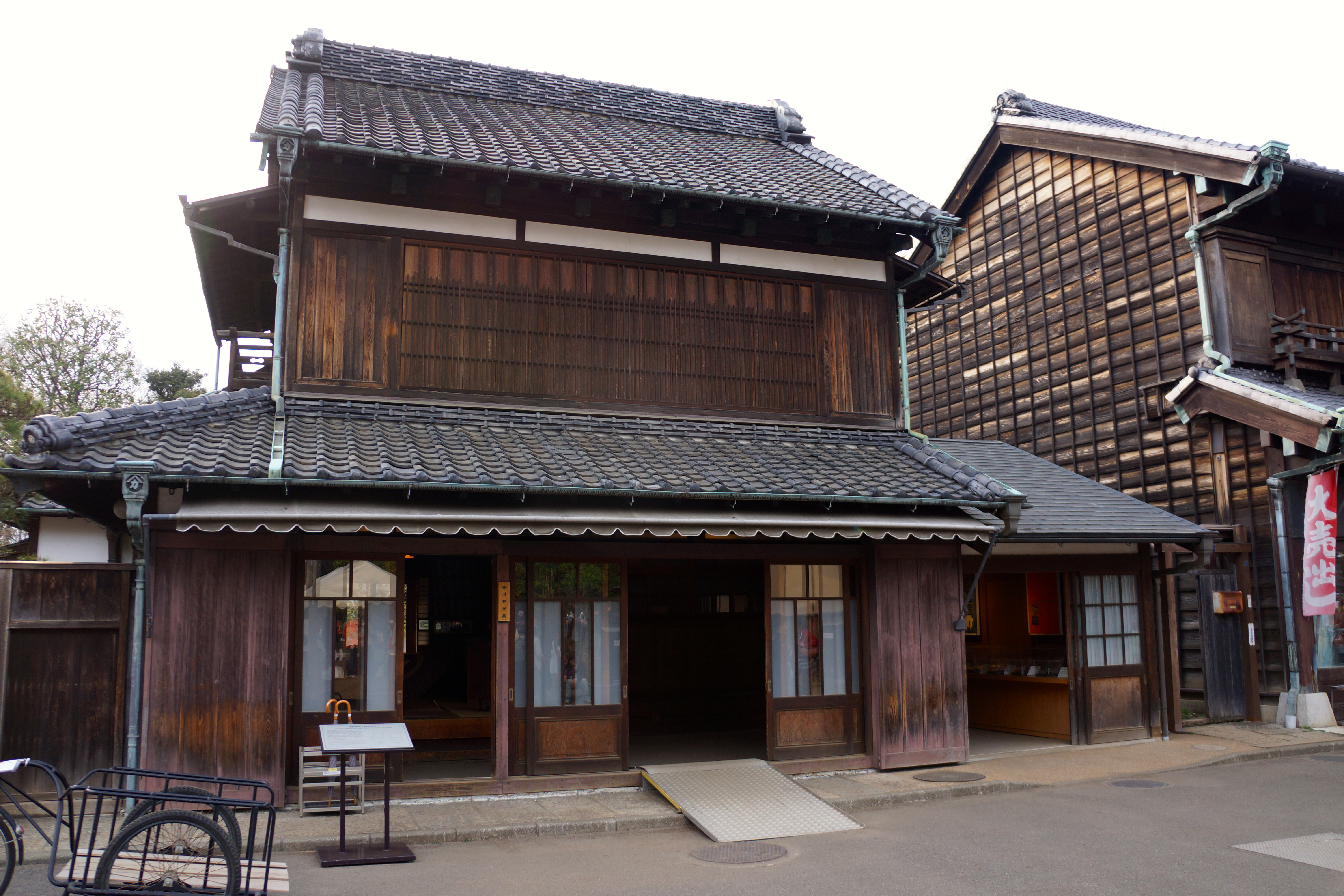
川野商店（和傘問屋）
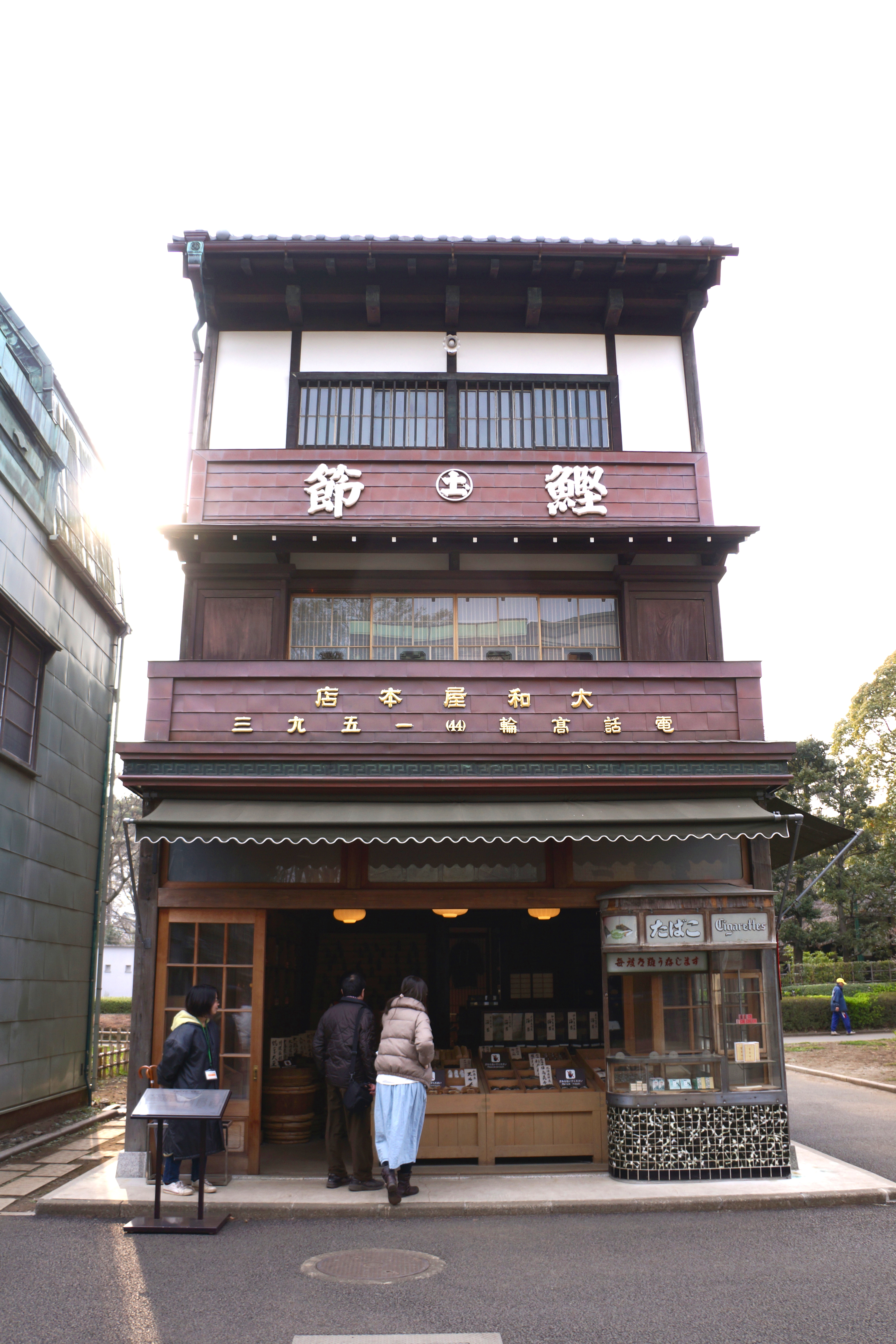
大和屋本店
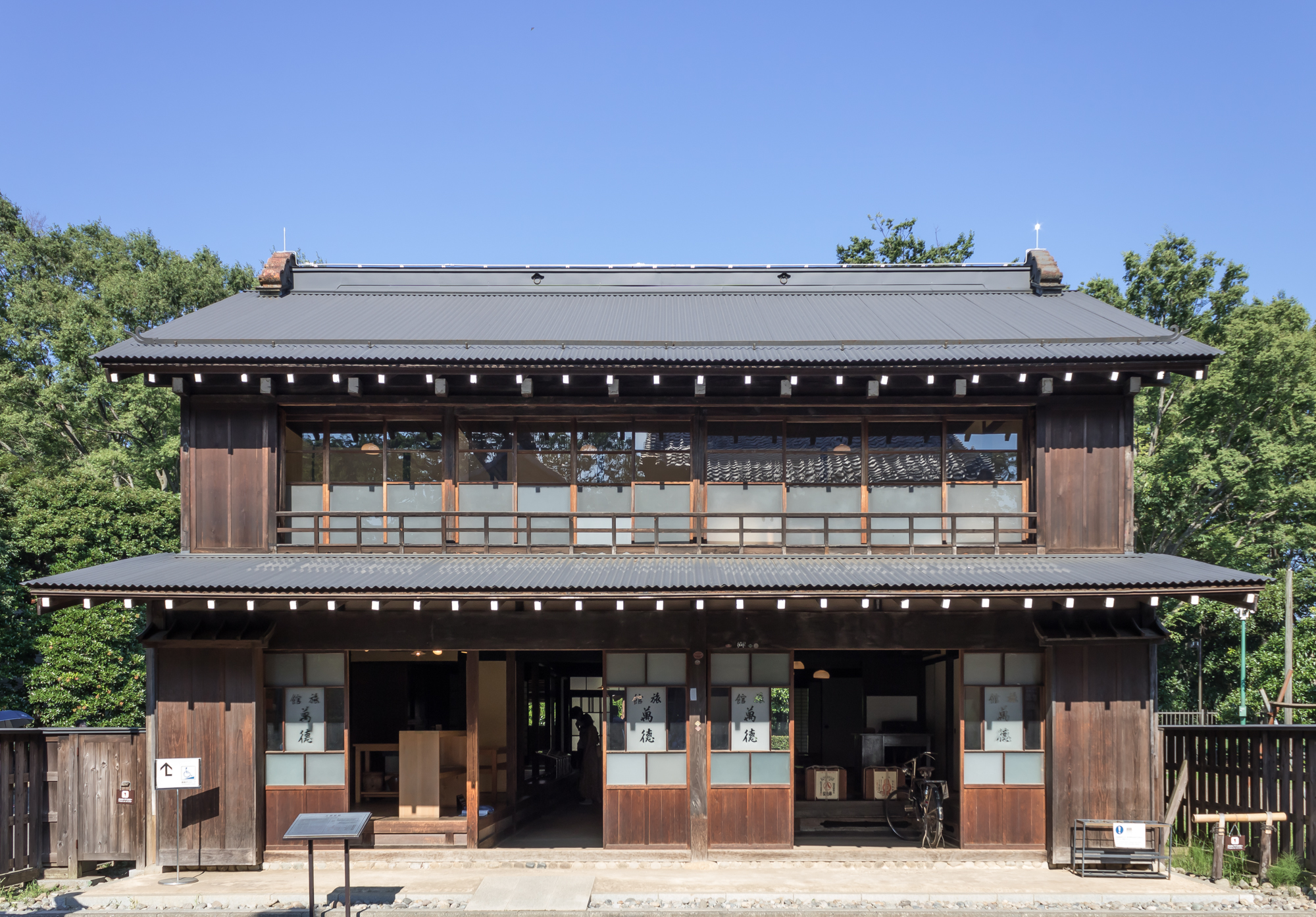
万徳旅館

## 屋外展示物
- 東京都交通局7500形電車 7514号（静態保存） - 1962年製造の都電車両（1978年廃車）。ワンマン化改造を受けなかったため、製造時の原形をよく留めている。
- ボンネットバス いすゞTSD43（動態保存） - 1968年式、北村製作所ボディ。元は航空自衛隊の使用車両で、かつては映画出演の際に変更された終戦直後の都営バス塗装であったが、現在は都電と同じクリーム地塗装になっている。個人所有。園内走行に限られた遊覧車両であるため、ナンバープレートは付いていない。休日などに園内を遊覧運行していたが（運転手や車掌が日本国有鉄道の制服を着用して乗務する場合もある）、老朽化などメンテナンスの問題から、2011年現在は運転していない。
- 皇居正門石橋飾電燈 - 皇居正門石橋（二重橋の手前側）の欄干に設置されていた6基の飾電燈の一つ。1886年（明治20年）頃の製造。老朽化のため1986年（昭和61年）に同形の飾電燈を製作して交換された。同じ物が博物館明治村にも展示されている。
- 上野消防署（旧・下谷消防署）望楼上部 - 1925年（大正14年）から1970年（昭和45年）まで使用された望楼（火の見櫓）。全高23.6mのうち上部7mを移設。
- 午砲 - 皇居内旧本丸跡に置かれ、正午を知らせる空砲（午砲）を発射していた大砲。1929年（昭和4年）にサイレンに切り替わるまで使用された。

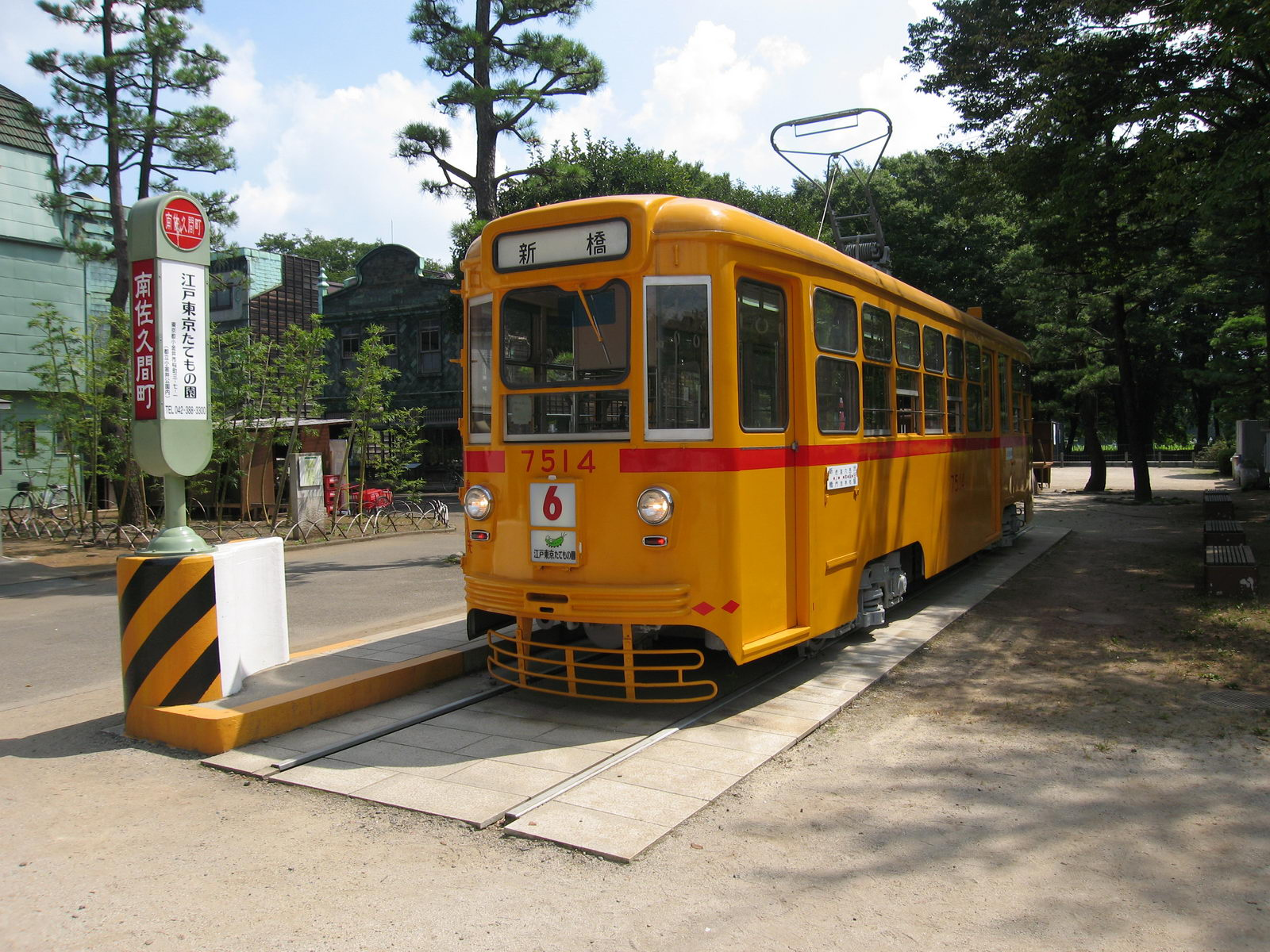
都電7514号
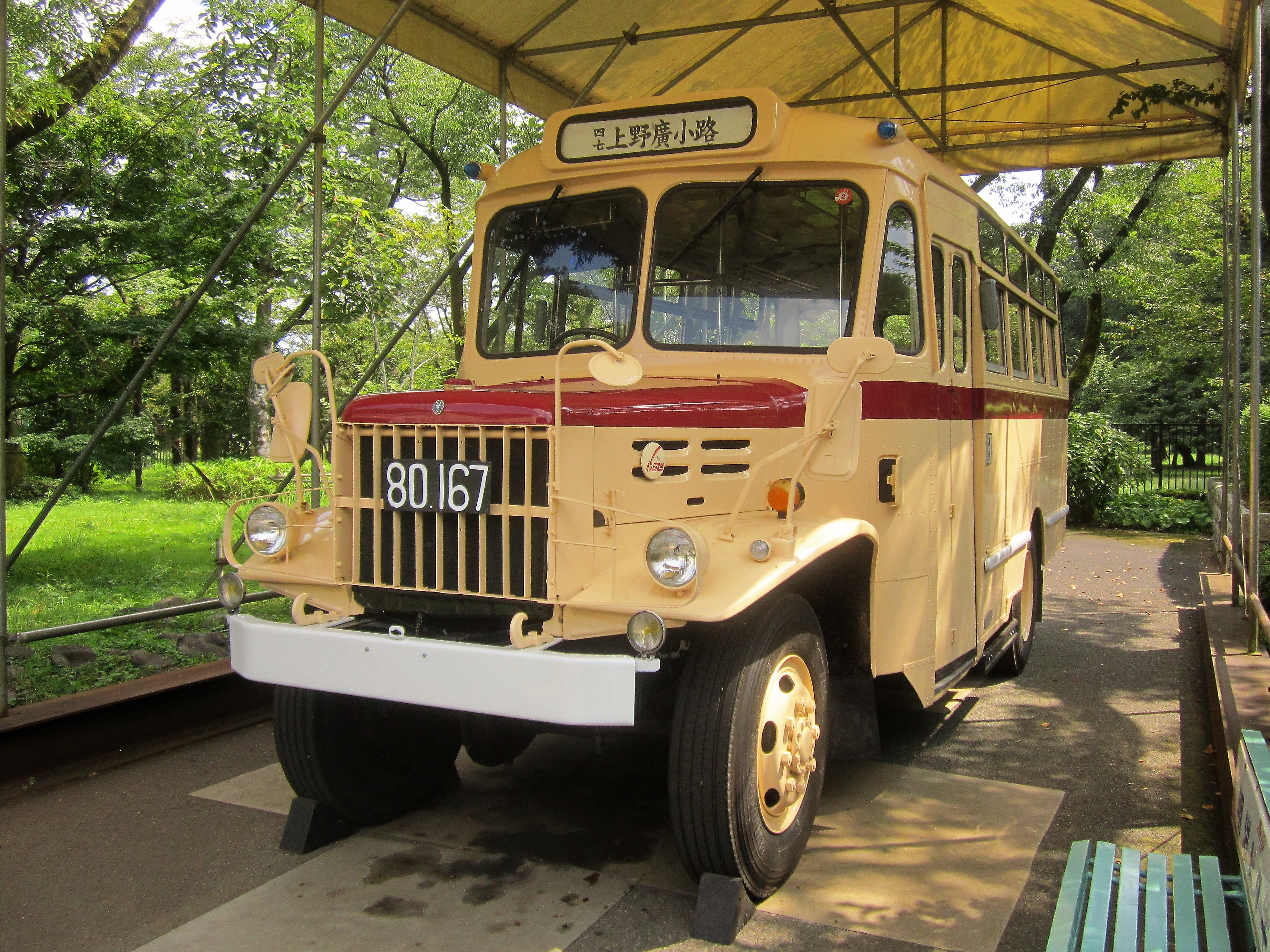
いすゞボンネットバスTSD43（現塗装）
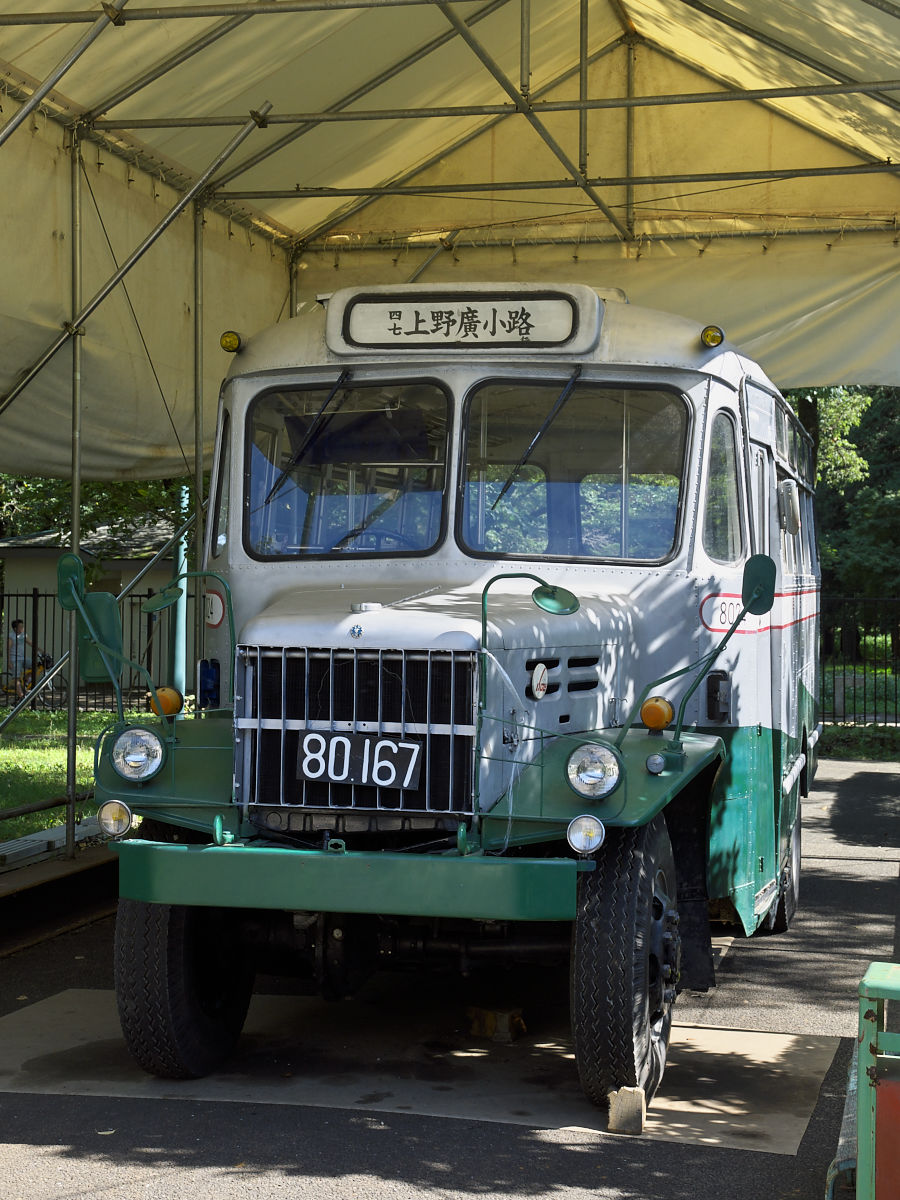
いすゞボンネットバスTSD43（旧塗装）
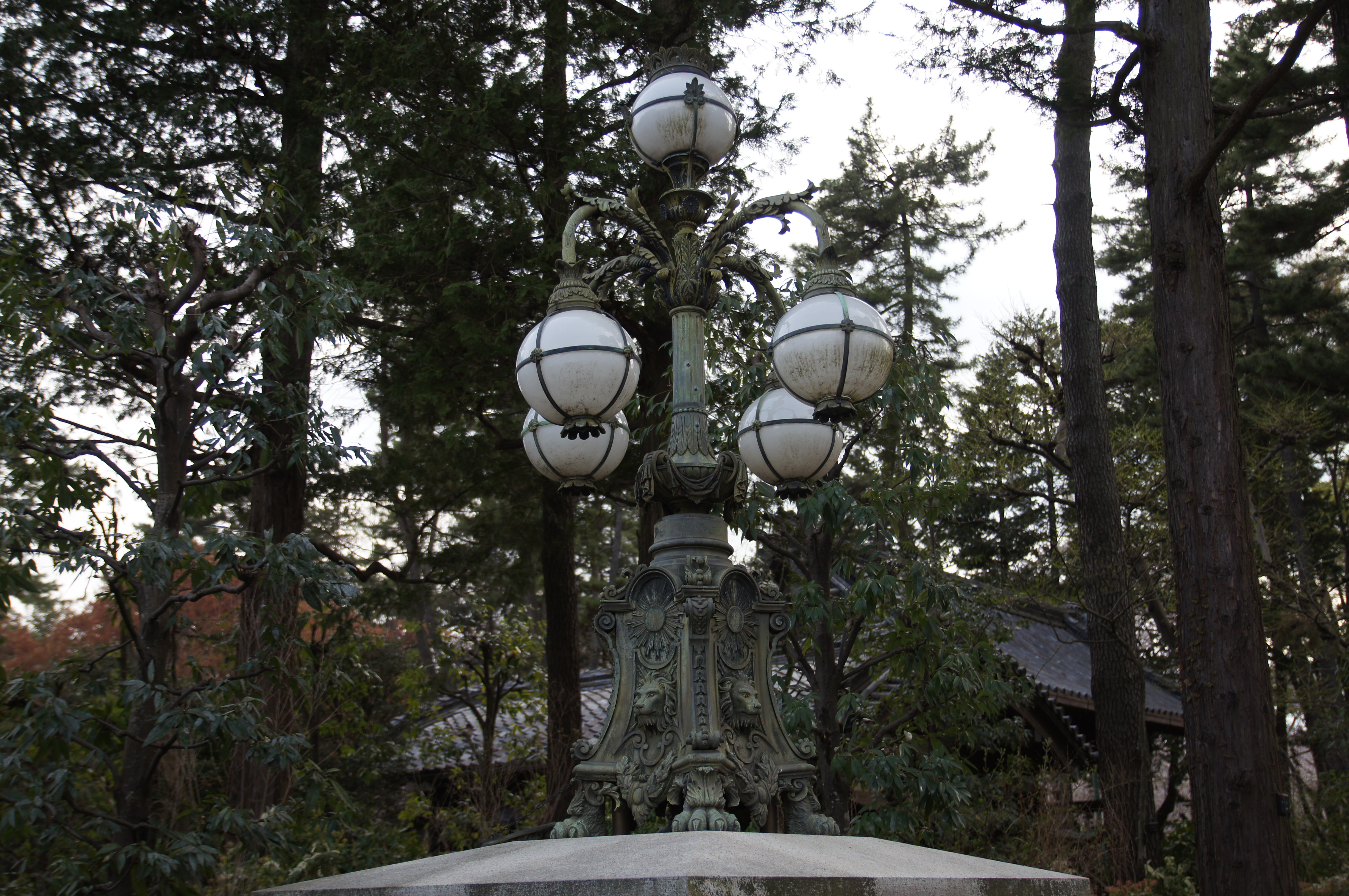
皇居正門石橋飾電燈
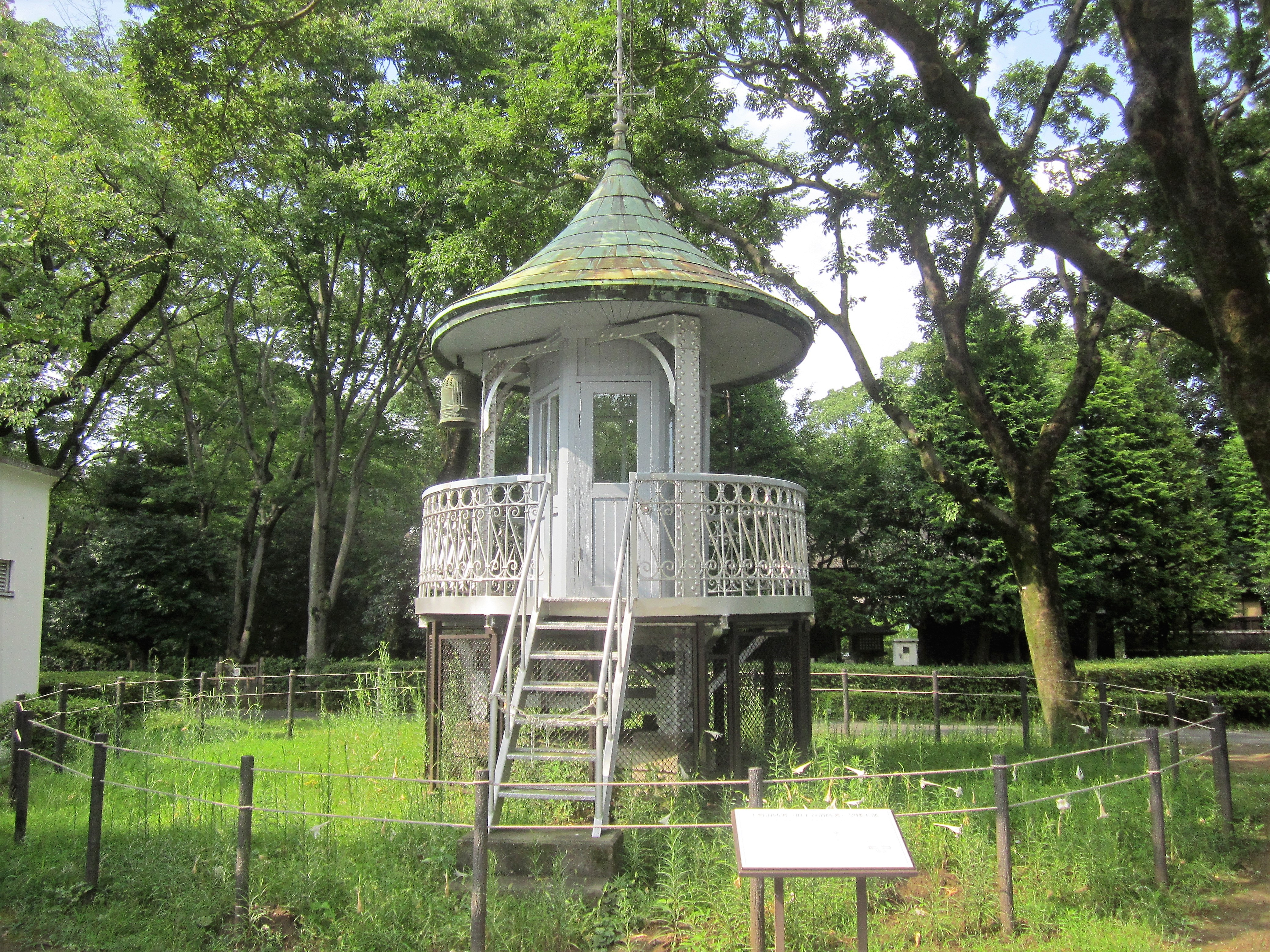
上野消防署（旧・下谷消防署）望楼上部
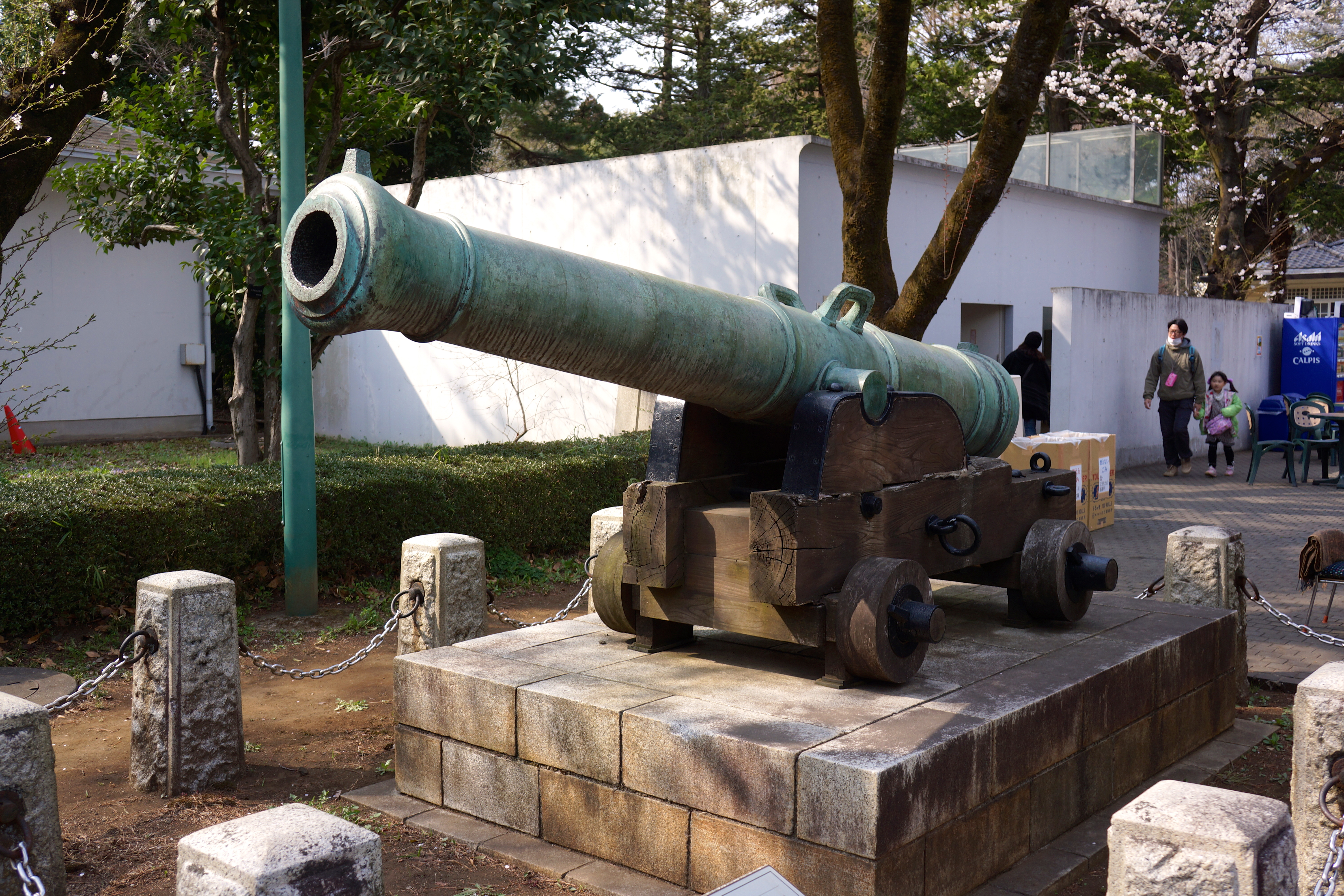
午砲

## 指定・登録文化財一覧
重要文化財（考古資料）
- 土製耳飾（東京都調布市下布田遺跡出土）

東京都指定有形文化財（建造物）
- 旧自証院霊屋
- 旧前川家住宅主屋（前川國男邸）
- 旧小出邸
- 旧三井家本邸（三井八郎右衛門邸）

東京都指定有形文化財（考古資料）
- 茂呂遺跡出土石器「ローム層標本」

小金井市指定有形文化財
- 吉野家住宅
- 天明家住宅（附：長屋門、飼葉小屋）
- 奄美の高倉

## 所在地・アクセス
東京都小金井市桜町3-7-1（都立小金井公園内）
- JR中央線武蔵小金井駅北口からバス5分、または小金井街道を北へまっすぐ徒歩約20分
  - 西武バス小金井公園西口停留所下車[2]、徒歩5分
  - 関東バス江戸東京たてもの園前停留所下車[2]、徒歩3分
- JR中央線東小金井駅北口からCoCoバス乗車6分、たてもの園入口停留所下車、徒歩8分
- 西武新宿線花小金井駅下車、南花小金井停留所から西武バス乗車5分、小金井公園西口停留所下車、徒歩5分
- なお同園の敷地の北は市境を挟んで小平市で、ゴルフ場である小金井カントリー倶楽部が広がっているため、各建物の背景には樹木が生い茂り、景観が損なわれずにいる。

## その他
- 武蔵野郷土館時代の 1977年、中学生グループが収蔵品を盗み出し、古物商との間で物々交換を行っていた事件が発生。被害は他の博物館にも及んだ[14]。